# Polska w Konkursie Piosenki Eurowizji
Polska uczestniczy w Konkursie Piosenki Eurowizji od 1994. Za transmisję i przygotowania do konkursu w kraju odpowiada Telewizja Polska (TVP).
Najlepszym wynikiem kraju w konkursie jest drugie miejsce zajęte przez Edytę Górniak z utworem „To nie ja!” w finale konkursu w 1994.
TVP z powodu słabych wyników osiągniętych w konkursach 1999 i 2001 nie została dopuszczona do udziału w finałach w 2000 i 2002. W 2012 wycofała się z uczestnictwa w 57. konkursie, tłumacząc decyzję przygotowaniami do organizacji dwóch imprez sportowych w 2012 (Mistrzostw Europy w Piłce Nożnej i Letnich Igrzysk Olimpijskich), a po dwóch latach przerwy powróciła do konkursu i od tamtej pory corocznie w nim startuje.

## Historia Polski w Konkursie Piosenki Eurowizji
Telewizja Polska w latach 1965–1970 transmitowała koncerty finałowe, choć z uwagi na przynależność Polski do OIRT w latach 1946–1993, organizacji konkurencyjnej wobec EBU, nie wystawiała kandydatów do Konkursu Piosenki Eurowizji. Brak możliwości startu w Eurowizji przez Polskę mógł być jednym z powodów powołania przez nią i inne telewizje krajów bloku wschodniego Festiwalu Interwizji.

### Lata 90.

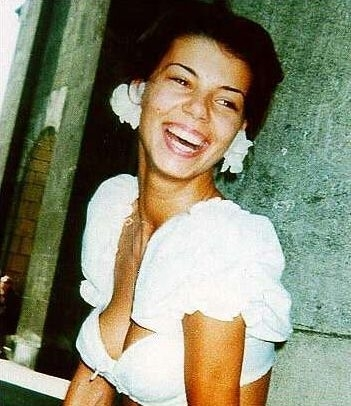
Edyta Górniak – reprezentantka Polski w 39. Konkursie Piosenki Eurowizji, na zdj. w 1992

TVP po dołączeniu do EBU w 1993 zdecydowała o swoim debiucie w Konkursie Piosenki Eurowizji i wysłaniu reprezentanta na finał 39. konkursu w Dublinie. Po odrzuceniu propozycji udziału przez Edytę Bartosiewicz zaproszenie przyjęła Edyta Górniak, której zaproponowano nagranie piosenki Włodzimierza Korcza z tekstem Wojciecha Młynarskiego. Górniak w międzyczasie pracowała nad innymi propozycjami, m.in. „To nie ja!” Stanisława Syrewicza i „Śpijcie, dzieci nocy” Piotra Rubika; tekst do obu kompozycji napisał Jacek Cygan. Po konsultacji z TVP zdecydowano, że konkursową piosenką będzie „To nie ja!”. 23 kwietnia 1994 delegacja Polski wyleciała do Dublina. Górniak po próbach zajmowała szóste miejsce w notowaniach bukmacherskich. Podczas ostatniej próby kamerowej, która odbyła się 29 maja i była transmitowana do jurorów ze wszystkich krajów uczestniczących w głosowaniu, Górniak zaśpiewała fragment piosenki w języku angielskim, co tłumaczyła bólem spowodowanym zapaleniem krtani, tchawicy i gardła; jednocześnie spełniła prośbę Wiktora Kubiaka, który upatrywał w tym zabiegu szansę na wzbudzenie zainteresowania międzynarodowego rynku muzycznego. Wykonaniem naruszyła ówczesny regulamin konkursu, który nakazywał uczestnikom śpiewanie wyłącznie w języku ojczystym, a protest wobec udziału Polski wyraziły delegacje z sześciu krajów. Jeszcze na pół godziny przed rozpoczęciem koncertu finałowego niepewne były losy występu polskiej delegacji, ale w związku z brakiem formalnego zgłoszenia protestu Górniak została dopuszczona do występu w finale. Zdobyła w nim łącznie 166 punktów, w tym maksymalne noty (12 punktów) od komisji jurorskich z pięciu krajów, dzięki czemu zajęła drugie miejsce z 60-punktową stratą do zwycięzców. Podczas występu miała na sobie sukienkę zaprojektowaną przez Vivienne Tam i kupioną w Hongkongu za ok. 30 mln starych złotych. Na scenie wokalnie wsparła ją chórzystka Alicja Borkowska i dwie irlandzkie wokalistki, Robyn Grant i Pauline Bolger. Występ wzbudził podziw m.in. zebranych delegacji konkursowych, organizatorów i prezydent Irlandii Mary Robinson, w Polsce występ obejrzało 12 mln telewidzów. W skład polskiej komisji jurorskiej oceniającej propozycje konkursowe weszli: Irena Santor, Włodzimierz Korcz, Anna Maria Jopek, Tadeusz Woźniak, Maciej Chmiel, Szymon Majewski, Małgorzata Szniak, Marek Gaszyński, Marek Niedźwiecki, Tomasz Justyński, Anna Rutkowska, Jacek Olechowski, Agnieszka Gach, Ilona Skrętna, Maria Teodorowicz i Elżbieta Chełstowska, a przewodniczącym jury był Janusz Kosiński. Syrewicz po finale konkursu został oskarżony przez piosenkarza Joniego Nameriego o popełnienie plagiatu jego utworu „A Man in Love” (hebr. ‏גבר מאוהב‎) z 1987, ale odparł zarzuty, tłumacząc, że melodię skomponował w 1984 dla zespołu Chicago, a nagranie demo pozostawało w tzw. publishingu.
TVP w 1995 wzięła udział w 40. Konkursie Piosenki Eurowizji w Dublinie. Planowano, by reprezentantką Polski została Alicja Borkowska. Redakcja działu rozrywki TVP, której ówczesnym szefem był Andrzej Horubała, zdecydowała, że w konkursie wystąpi Justyna Steczkowska z utworem „Sama” napisanym przez Mateusza Pospieszalskiego i Wojciecha Waglewskiego. W konkursie wystąpiła jako „Justyna”. Przed rozegraniem finału była typowana przez dziennikarzy do zajęcia ostatniego miejsca w konkursie. 13 maja otworzyła stawkę konkursową i zajęła 18. miejsce po zdobyciu 15 pkt. Podczas występu towarzyszyły jej siostry, Krystyna i Magda Steczkowskie, oraz orkiestra, którą dyrygował Noel Kelehan. W skład polskiej komisji jurorskiej zasiadli: Andrzej Marzec, Małgorzata Gelo, Marek Bieliński, Ewa Zychowicz, Irena Santor, Marek Łańcucki, Edyta Górniak, Mariusz Jagoda, Janusz Rzeszewski, Justyna Kucharska, Czesław Niemen, Mirosława Zamojska, Janusz Stokłosa, Agnieszka Jakołcewicz, Robert Janson i Wiesława Siudara, a sekretarzem jury został Jan Chojnacki.
TVP w 1996 wzięła udział w finale 41. Konkursu Piosenki Eurowizji w Oslo. Rozważano, by reprezentantką Polski była Violetta Brzezińska. Podczas audycji w Programie III Polskiego Radia ogłoszono, że w konkursie wystąpi Kasia Kowalska z utworem „Chcę znać swój grzech...”, który napisała z Robertem Amirianem. 11 maja wraz z resztą delegacji przyleciała do Oslo. Tydzień później wystąpiła w finale konkursu i zajęła w nim 15. miejsce po zdobyciu 31 pkt od jurorów. Podczas występu na scenie towarzyszyli jej: Adam Cegielski, Bogdan Hołownia, Dorota Miśkiewicz i Anna Serafińska, a także orkiestra, którą dyrygował Wiesław Pieregorólka. Konkurs komentowała Dorota Osman. W skład polskiej komisji jurorskiej weszli: Justyna Steczkowska, Kayah, Grzegorz Ciechowski, Ewa Bem i Urszula. Sekretarzem jury był Jan Chojnacki.
TVP w 1997 przeprowadziła wewnętrzne eliminacje do 42. Konkursu Piosenki Eurowizji w Dublinie. Zaproszenie do reprezentowania Polski odrzuciła m.in. Natalia Kukulska z utworem „Powieki kryją świat”. Przedstawicielką kraju została Anna Maria Jopek z piosenką „Ale jestem”, którą napisali Tomasz Lewandowski i Magda Czapińska. Kandydaturę nadesłała do TVP Gina Komasa, ówczesna szefowa nagrań w Polskim Radiu. Jopek pod koniec kwietnia rozpoczęła próby kamerowe do występu w finale konkursu, typowana była przez dziennikarzy do zajęcia miejsca w ścisłej czołówce. 3 maja wystąpiła w koncercie finałowym konkursu i zajęła 11. miejsce po zdobyciu 54 pkt od jury. Podczas występu towarzyszyli jej: Wojciech Pilichowski, Robert Amirian, Krzysztof Przybyłowicz, Agnieszka Betley i Dorota Miśkiewicz. Orkiestrą dyrygował Krzesimir Dębski. Konkurs komentowali Jan Wilkans (dla TVP1) i Artur Orzech (dla Polskiego Radia Bis). W skład polskiej komisji jurorskiej weszli: Wioleta Machowiec, Jacek Skubikowski, Patrycja Markowska, Robert Janson, Magda Makarewicz, Wojciech Karolak, Olga Kurek, Paweł Brodowski, Danuta Błażejczyk, Michał Borkowski, Anita Lipnicka, Grzegorz Szczerba, Joanna Rawik, Jacek Makowski, Hanna Banaszak i Artur Jaworski, sekretarzem jury został Jan Chojnacki, a notariuszem – Robert Błaszczak. Jopek w wywiadach udzielonych po konkursie podkreślała, że po powrocie do Polski otrzymała kilka propozycji podpisania kontraktu wydawniczego.
TVP w 1998 wzięła udział w 43. Konkursie Piosenki Eurowizji w Birmingham. Reprezentant Polski został wyłoniony poprzez wewnętrzne eliminacje. Wyboru dokonała pięcioosobowa komisja jurorska. Do siedziby telewizji nadesłano 45 propozycji od 38 wykonawców, w tym od zespołu De Su, Kasi Stankiewicz i Mietka Szcześniaka. Na konkurs został oddelegowany zespół Sixteen z utworem „To takie proste” autorstwa Jarosława i Olgi Pruszkowskich. 9 maja reprezentanci wystąpili w finale konkursu i zajęli 17. miejsce po zdobyciu 19 pkt, w tym 10 pkt od jury z Rumunii. Podczas występu orkiestrą dyrygował Wiesław Pieregorólka. Wokalistka zespołu Renata Dąbkowska po konkursie udzieliła wywiadu, w którym określiła występ na Eurowizji jako „klęskę”. Podczas konkursu w 1998 wprowadzono głosowanie audiotele, jednak w każdym kraju powołana została ośmioosobowa komisja jurorska, której wyniki głosowania brano pod uwagę w przypadku problemów technicznych w głosowaniu telefonicznym; w skład polskiej komisji jurorskiej weszli: Janusz Kosiński (przewodniczący jury), Marek Michalski, Patrycja Kosiarkiewicz, Olgierd Chrobak, Anetta Jaworska-Rutkowska, Jerzy Gach, Majka Jeżowska, Maria Kopek i Paweł Kostrzewa, sekretarzem jury został Jan Chojnacki, a notariuszem – Robert Błaszczak.
TVP w 1999 uczestniczyła w 44. Konkursie Piosenki Eurowizji w Jerozolimie. Reprezentant kraju został wyłoniony wewnętrznie przez TVP, ale w przeciwieństwie do poprzednich lat najpierw wybrany został konkursowy utwór, a dopiero później szukano jego wykonawcy. Na przesłuchania zostało zaproszonych kilku wykonawców (m.in. Andrzej Piaseczny i Kasia Stankiewicz), którzy mieli zaśpiewać piosenkę „Przytul mnie mocno” autorstwa Seweryna Krajewskiego i Wojciecha Ziembickiego. Zdecydowano, że wykonawcą piosenki w konkursie będzie Mietek Szcześniak. 29 maja wystąpił w finale konkursu i zajął 18. miejsce po zdobyciu 17 pkt w głosowaniu telewidzów. W skład polskiej komisji jurorskiej, powołanej w przypadku problemów z przyjmowaniem głosów telewidzów, weszli: Leszek Gnoiński, Anna Budzyń, Andrzej Kuryło, Magda Karłowicz, Jacek Rokiciński, Monika Makowska, Andrzej Piaseczny i Anetta Jaworska. Sekretarzem jury podającym w finale wyniki polskiego głosowania został Jan Chojnacki, natomiast skrutatorem czuwającym nad prawidłowym przebiegiem głosowania – Robert Błaszczak. Szcześniak w wywiadzie udzielonym portalowi JazzSoul.pl w 2011 przyznał, że udział w konkursie „nauczył go, by już nigdy nie dał się przekonać, żeby śpiewać w miejscach, które nie są przeznaczone dla niego”. W tym samym roku w trakcie internetowego czatu ujawnił, że jego start w konkursie był pomysłem wytwórni płytowej, z którą wówczas miał podpisany kontrakt.

### Lata 2000.
TVP zgodnie z ówczesnym regulaminem konkursu nie mogła wystawić reprezentanta na 45. Konkurs Piosenki Eurowizji w 2000 ze względu na słaby wynik osiągnięty podczas finału w 1999, ale i tak transmitowała koncert finałowy konkursu. TVP po rocznej przerwie wzięła udział w 46. Konkursie Piosenki Eurowizji w Kopenhadze. Wyboru reprezentanta dokonała sekcja rozrywki TVP na czele z Markiem Sierockim, który zlecił wybranym kompozytorom napisanie piosenki na konkurs. Jedną z nich stworzył Romuald Lipko, który zaproponował nagranie piosenki Natalii Kukulskiej, jednak ta odrzuciła ofertę. Zaproszenie TVP przyjął Andrzej Piaseczny, ale odmówił wykonania piosenki Lipki ze słowami Andrzeja Mogielnickiego. Stworzył inną piosenkę, do której napisania został zaproszony kompozytor Robert Chojnacki. 2 marca 2001 TVP poinformowała, że konkursową piosenką Piasecznego będzie utwór „Z kimś takim”. Pod koniec miesiąca ogłoszono, że podczas konkursu reprezentant wykona anglojęzyczną wersję piosenki – „2 Long”, do której tekst napisał John Porter. 12 maja Piaseczny wystąpił w finale konkursu i zajął 20. miejsce po otrzymaniu 11 pkt. Podczas występu towarzyszyły mu chórzystki: Beata Bednarz, Patrycja Gola i Katarzyna Pysiak. Po finale konkursu został uznany najgorzej ubranym uczestnikiem Eurowizji 2001. W skład rezerwowej polskiej komisji jurorskiej weszli: Monika Makowska, Robert Karpiński, Maja Rajczuk-Żukowska, Tomasz Stańczyk, Małgorzata Olszewska, Michał Żebrowski, Urszula i Marek Łańcucki. Przewodniczącym jury był Andrzej Witkowski, sekretarzem – Maciej Orłoś, a notariuszem – Dorota Rynkiewicz.
TVP zgodnie w ówczesnym regulaminem Konkursu Piosenki Eurowizji nie mogła wystawić reprezentanta na 47. konkurs w Tallinnie z powodu zajęcia słabego wyniku w finale w 2001, ale i tak transmitowała konkurs. W 2003 potwierdziła udział w 48. Konkursie Piosenki Eurowizji i po raz pierwszy zorganizowała publiczne eliminacje wyłaniające reprezentanta Polski. Do selekcji zgłoszono 43 kompozycje, z których komisja sędziowska (powołana przez TVP) wyłoniła 14 finalistów, którymi zostali: Zdobywcy Pewnych Oskarów, Gosia Orczyk, Stachursky, Varius Manx, Wilki, Bracia, Ich Troje, Ocean Front, IRA, Magda Femme i Spotlight, Blue Café, Georgina Tarasiuk, Adieu i Krzysztof Antkowiak, Ha-Dwa-O! i Jan Benedek. Po ogłoszeniu finalistów z konkursu została zdyskwalifikowana Georgina Tarasiuk, która zgłosiła się do eliminacji w wieku 13 lat, czym złamana regulamin stanowiący o tym, że mogą w nim brać udział wykonawcy, którzy ukończyli 16 lat. Liczba uczestników została zredukowana do 14 finalistów. W finale krajowych selekcji pierwsze miejsce zdobył zespół Ich Troje z utworem „Keine Grenzen – Żadnych granic”, dzięki czemu formacja została reprezentacją Polski w Rydze. Tekst piosenki nawoływał do pokoju i do zaprzestania wojen na świecie. Finał eliminacji obejrzało łącznie prawie 7,27 miliona telewidzów, co dało stacji wynik ok. 48% udziału na rynku tego dnia. Po koncercie finałowym pojawiły się doniesienia, jakoby z powodu problemów technicznych uniemożliwiono oddawanie głosów na inn|ych uczestników selekcji. Podczas odczytywania oficjalnych wyników selekcji Artur Orzech ogłosił, że telewidzowie oddali niemal 35 tys. głosów. Jak się później okazało, system komputerowy zliczający głosy nie był przygotowany do otrzymania dużej liczby SMS-ów wysyłanych w ciągu 15 minut, przez co producenci zdecydowali się na ogłoszenie cząstkowych wyników na podstawie głosów, które spłynęły w czasie transmisji widowiska. W trakcie koncertu otrzymano 27 049 SMS-ów. W efekcie głosy publiczności docierały jeszcze dwa dni po konkursie, a łączna ich suma wyniosła około trzystu tysięcy. Nie zmieniło to ostatecznych wyników, jednak zmniejszyło do 3% przewagę zwycięzców nad zdobywcami drugiego miejsca. Pomimo wyjaśnień, zespół był krytykowany w mediach, a wyniki finału uznano za „sfałszowane” i „ustalone z góry”. W międzyczasie zespół Ich Troje wziął udział w niemieckich eliminacjach do konkursu, do których zgłosił się z piosenką „Liebe macht Spaß” nagraną we współpracy z niemiecką wokalistką Elli Mücke. Zajęli szóste miejsce w finale. Wystąpili w selekcjach w celu promocji płyty, którą zamierzali wydać na niemieckim rynku muzycznym. Przed występem w Konkursie Piosenki Eurowizji zespół wyruszył w europejską trasę promocyjną, którą zafundowała wytwórnia formacji, Universal Music Polska. Jak oznajmił Wiśniewski, TVP nie była zainteresowana wsparciem finansowym reprezentantów, przez co muzycy zastanawiali się nad rezygnacją z udziału w konkursie. 24 maja wystąpili w finale konkursu i zajęli siódme miejsce po zdobyciu 90 punktów, w tym m.in. maksymalnej noty 12 pkt od widzów z Niemiec i po 10 pkt z Austrii i Malty. W skład polskiej komisji jurorskiej oceniającej konkursowe propozycje w finale, której wyniki wykorzystane byłyby w przypadku problemów z głosowaniem telewidzów, weszli: Marta Gach, Piotr Rzeczycki, Dorota Miśkiewicz, Krzysztof Wydrzycki, Agnieszka Olszewska, Tomasz Augustyniak, Aneta Strypikowska i Zygmunt Kukla. Przedstawicielem jury był Janusz Kosiński, sekretarzem – Maciej Orłoś, a notariuszem – Joanna Wrzochalska-Zarębska. Jurorzy umieścili w pierwszej trójce rankingu piosenki z Estonii, Belgii (zwycięzca polskiego głosowania) i Portugalii. Telewidzowie z Polski przyznali łącznie 129 076 głosów, w tym 19 894 nieważnych, bo oddanych na Ich Troje.
We wrześniu 2003 TVP rozpoczęła etap nadsyłania propozycji, które miały szansę wziąć udział w krajowych eliminacjach do 49. Konkursu Piosenki Eurowizji. Pod koniec stycznia 2004 stacja zorganizowała Krajowe Eliminacje. Do telewizji nadesłano 75 propozycji, a siedmioosobowa komisja jurorska dopuściła do finału 15 kandydatów, którymi zostali: Golden Life, Łzy, Alicja Janosz, Magda Steczkowska i Indigo, Katarzyna Klich, Marcin Rozynek, Janusz Radek, Sistars, Goya, Planeta, Łukasz Zagrobelny i Offside, Kowalski, Krzysztof Kiljański i Blue Café. W finale selekcji największą liczbę 51 736 głosów od telewidzów otrzymała piosenka zespołu Blue Café „Love Song”, dzięki czemu wygrała eliminacje. Finał eliminacji obejrzało łącznie 6,5 miliona telewidzów. Dzięki zajęciu przez Polskę miejsca w czołówce Eurowizji 2003, Polska miała zapewnione miejsce w finale konkursu w 2004. W marcu zespół Blue Café przygotował nową wersję piosenki, wzbogaconą o hiszpańskojęzyczny bridge. W kwietniu wyruszyli w europejską trasę promocyjną. 15 maja wystąpili w finale konkursu z 19. numerem startowym. Otrzymali 27 punktów od telewidzów, kończąc udział na 17. miejscu. Po finale polskie media krytykowały poziom konkursu i występ reprezentacji Polski. Pod krytykę poddano np. kreację Tatiany Okupnik, przez który wokalistka uzyskała tytuł drugiej najgorzej ubranej uczestniczki konkursu.
Pod koniec września 2004 pojawiły się doniesienia o planach zorganizowania krajowych eliminacji do 50. Konkursu Piosenki Eurowizji w 2005. Zainteresowanie udziałem wyraził wówczas m.in. zespół Virgin. Na przełomie listopada i grudnia pojawiły się pogłoski o planie wycofania się stacji z udziału w widowisku, później TVP potwierdziła chęć uczestnictwa. Za uczestnictwo w konkursie telewizja miała zapłacić EBU ok. 1 miliona złotych. W styczniu TVP poinformowała, że reprezentant kraju zostanie wybrany wewnętrznie przez 28-osobową komisję jurorską, której sekretarzem był Jacek Cieślak z „Rzeczpospolitej”. Decyzja o takiej formie wyboru reprezentanta zniechęciła niektórych wykonawców z udziału w konkursie, w tym np. zespół Virgin i Janusza Artura Stefaniaka, który zgłosił się z piosenką „Intymne myśli (You Know What I Mean)” do francuskich eliminacji. Chęć udziału w selekcjach wyrazili m.in. niemiecki kompozytor Ralph Siegel i maltański muzyk Gerard James Borg. Termin zgłaszania kandydatów trwał do 20 stycznia. Do siedziby TVP nadesłano 63 propozycje, ale część z nich nie spełniała wymogów konkursu, bo trwała ponad trzy minuty. Pioseki do TVP nadesłali m.in. Offside („Wiatr od słońca”), Patrycja Markowska, Felicjan Andrzejczak, Analog, Marco Bocchino oraz Jakub i Maciej Molędowie. 29 stycznia 2005 w programie Stratosfera ogłoszono, że na konkurs do Kijowa pojedzie zespół Ivan i Delfin z utworem „Czarna dziewczyna”, zawierającą tekst w językach polskim i rosyjskim. Na piosenkę zagłosowało 15 z 28 członków komisji jurorskiej, którzy przyznali utworowi łącznie 141 punktów, w tym najwyższą notę 12 pkt od ośmiu sędziów. Drugie miejsce zdobyła piosenka Moniki Jarosińskiej i Zenona Boczara „First Kiss”, a trzecie – utwór zespołu Abra „Le luxe”, zaś kolejne miejsca zajęli: Agata Torzewska („Ma vie”), Ewa Kowalska i Przyjaciele („Euro Smile”), Leonie („Miracle”), Krzysztof Antkowiak („Roses All Around”), Drum Machina („Jumpin’”), Lady Tullo („Full of Life”) i Zuzanna Szreder („Did I...?”). Podczas programu gościnnie wystąpili byli reprezentanci kraju w konkursie: Justyna Steczkowska, Ich Troje i Blue Café. Wybór komisji spotkał się z mieszanym odbiorem w ogólnopolskich mediach: przeciwnicy wyboru krytykowali, że piosenka reprezentuje gatunek disco polo, a zwolennicy twierdzili, że „na tego typu festiwal ten zespół się nadaje w sam raz, [bo] tam nie ma po co wysyłać zbyt zaawansowanej muzyki”. Wśród zagranicznych fanów konkursu również nastąpił podział: dla jednych „Czarna dziewczyna” była „doskonałym utworem na festiwal Eurowizji”, drudzy twierdzili, że „utwór nie ma żadnych szans na sukces w krajach, takich jak np. Hiszpania czy Wielka Brytania”. W marcu reprezentanci przedstawili nową aranżację utworu (zawierającą dodatkowe wokale wspierające i dłuższą część rosyjskojęzyczną), a w maju rozpoczęli próby kamerowe w Kijowie, które były pozytywnie oceniane przez dziennikarzy zgromadzonych w centrum prasowym i publiczność obecną na próbach. 19 maja zamknęli stawkę konkursową półfinału i zajęli 11. miejsce po zdobyciu 81 punktów, przez co nie awansowali do finału; do awansu zabrakło im czterech punktów. Na scenie zespołowi towarzyszyły dwie tancerki (Radosława Bogusławska i Aneta Bocwińska-Bartoszuk) i Gosia Andrzejewicz, która grała na akordeonie. Reprezentacja ubrana była w tradycyjne stroje romskie. TVP podczas transmisji konkursu po raz pierwszy skorzystała z technologii AC3 Digital, dzięki której emitowała dźwięk w wysokiej jakości. Występ reprezentantów Polski w konkursie był szeroko komentowany w mediach, a w 2012 trafił do rankingu „20 najciekawszych występów eurowizyjnych ostatnich lat” przygotowanym przez portal Eurosong.hr.
TVP w listopadzie 2005 poinformowała o wyborze reprezentanta kraju w 51. Konkursie Piosenki Eurowizji w Atenach poprzez publiczne eliminacje. Udział w selekcjach wyraził m.in. zespół Ich Troje, który reprezentował kraj podczas konkursu w 2003. Do siedziby telewizji napłynęło 113 zgłoszeń. Do finału programu dostało się 15 kandydatów: Ich Troje, Brathanki, Maciej Silski, Sławomir Uniatowski, Agata Torzewska, Queens, Dezire, Ha-Dwa-O!, Kasia Cerekwicka, Kasia Moś, The Jet Set, Kto To, Danzel, Leonie Kuizenga i Mosqitoo. Finał selekcji Piosenka dla Europy 2006 został rozegrany 28 stycznia 2006 w studiu TVP1. O zwycięzcy zdecydowali telewidzowie, którzy głosowali w systemie audiotele, oraz sześcioosobowa komisja jurorska. Głosy widzów i jurorów, przyznawane w tzw. systemie eurowizyjnym (tj. 12, 10, 8-1 punktów), były oddawane w stosunku 50:50. Największą liczbę 17 pkt otrzymały dwie piosenki: „Follow My Heart” Ich Troje i „Na kolana” Kasi Cerekwickiej; ówczesny regulamin określał, że w przypadku remisu ważniejsze są głosy przyznane przez publiczność, dlatego program wygrał zespół Ich Troje, zwycięzca głosowania widzów. Reprezentanci w kwietniu rozpoczęli promocyjną trasę po Europie. Przed występem w konkursie przygotowali nową wersję językową piosenki, wzbogaconą o język niemiecki i rosyjski. W maju rozpoczęli próby sceniczne przed konkursem. W trakcie występu członkowie zespołu ubrani byli w kostiumy inspirowane strojami europejskiej arystokracji XVIII wieku. Anna Świątczak miała na sobie również wenecką maskę, a Magda Femme i Justyna Majkowska trzymały w rękach maskaradowe maski, które symbolizowały skrywanie prawdziwych uczuć, o jakich była mowa w tekście utworu. Pod koniec występu Michał Wiśniewski przytulił się do brzucha ciążowego żony, Anny Świątczak. Występ był negatywnie komentarzy przez greckich dziennikarzy. 18 maja wystąpili podczas półfinału konkursu i zdobyli 70 punktów, zajmując 11. miejsce, przez co nie awansowali do finału. Do awansu zabrakło im sześciu punktów. Wiśniewski po udziale w konkursie podziękował fanom i Polonii za oddane głosy.

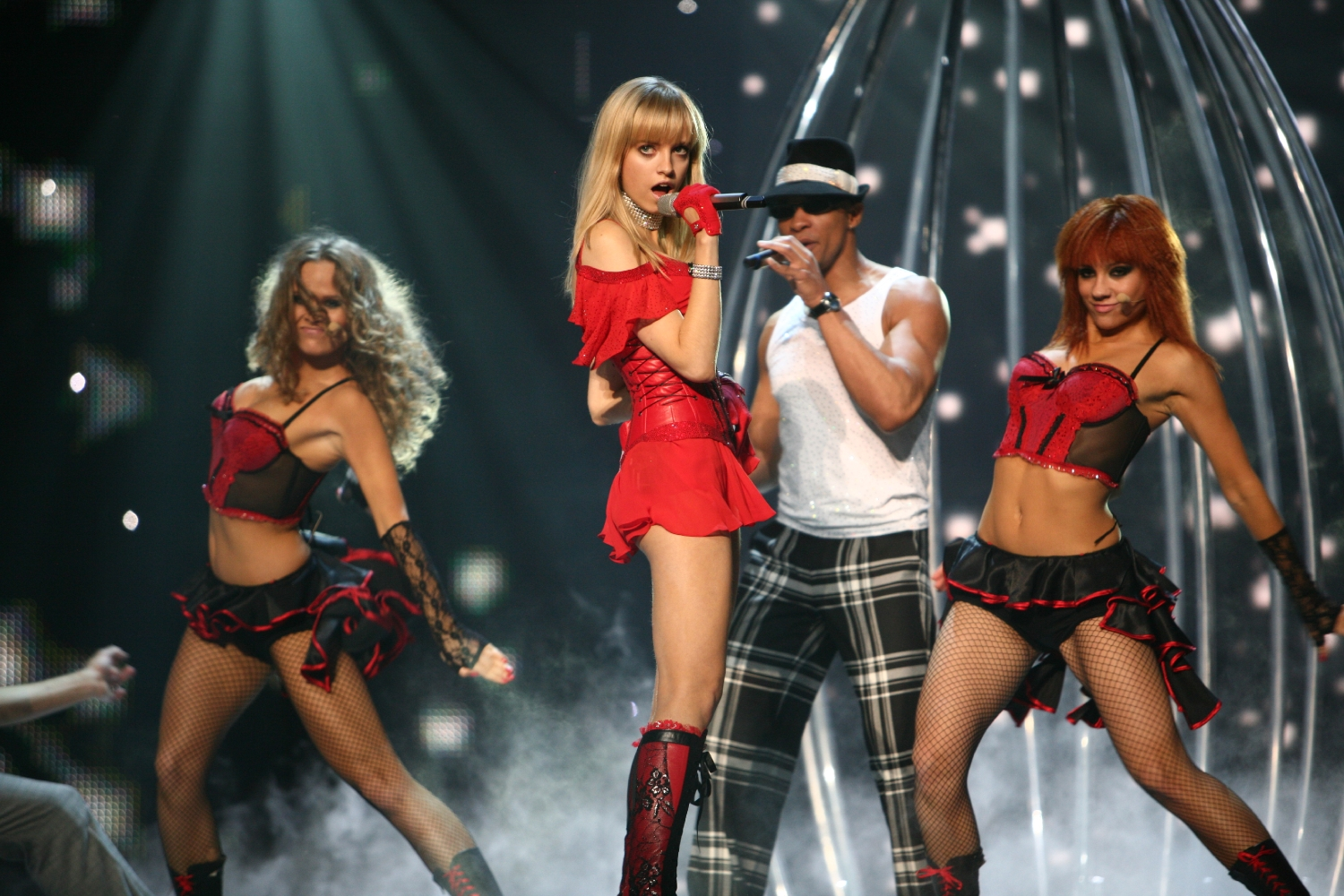
The Jet Set podczas 52. Konkursu Piosenki Eurowizji, maj 2007

TVP w 2006 potwierdziła uczestnictwo w 52. Konkursie Piosenki Eurowizji organizowanym w Helsinkach. Pod koniec listopada opublikowała listę uczestników polskich eliminacji Piosenka dla Europy 2007, których wybrała trzyosobowa komisja jurorska. Finalistami zostali: Vino, The Jet Set, Charizma, Kuba i Maciej Molędowie, Natasza Urbańska, Bikini, Button Hackers, Ania Szarmach, Hania Stach i Mikael Erlandsson. Finał zaplanowano na 3 lutego 2007. Faworytem internautów do wygrania selekcji była piosenka The Jet Set „Time to Party”, która faktycznie zwyciężyła w programie, zdobywszy największą liczbę głosów od telewidzów. Przed występem w konkursie reprezentanci Polski udali się w europejską trasę promocyjną, obejmującą występ m.in. w trakcie finałów konkursowych eliminacji w Hiszpanii, Łotwie, Litwie i Ukrainie, podczas koncertu Cyprus 12 point na Cyprze oraz w irlandzkim programie The Late Late Show i rosyjskim programie C1R. W maju Sasha Strunin i David Serame rozpoczęli próby do występu na Eurowizji, który wokalistka opisała jako „zachowany w stylu Moulin Rouge”. 10 maja duet wystąpił w półfinale z 14. numerem startowym i zdobył 75 pkt, plasując się na 14. miejscu, przez co nie awansował do finału. Strunin podsumowała występ w konkursie jako „ogromny stres, bo reprezentowanie własnego państwa to wielka odpowiedzialność”.

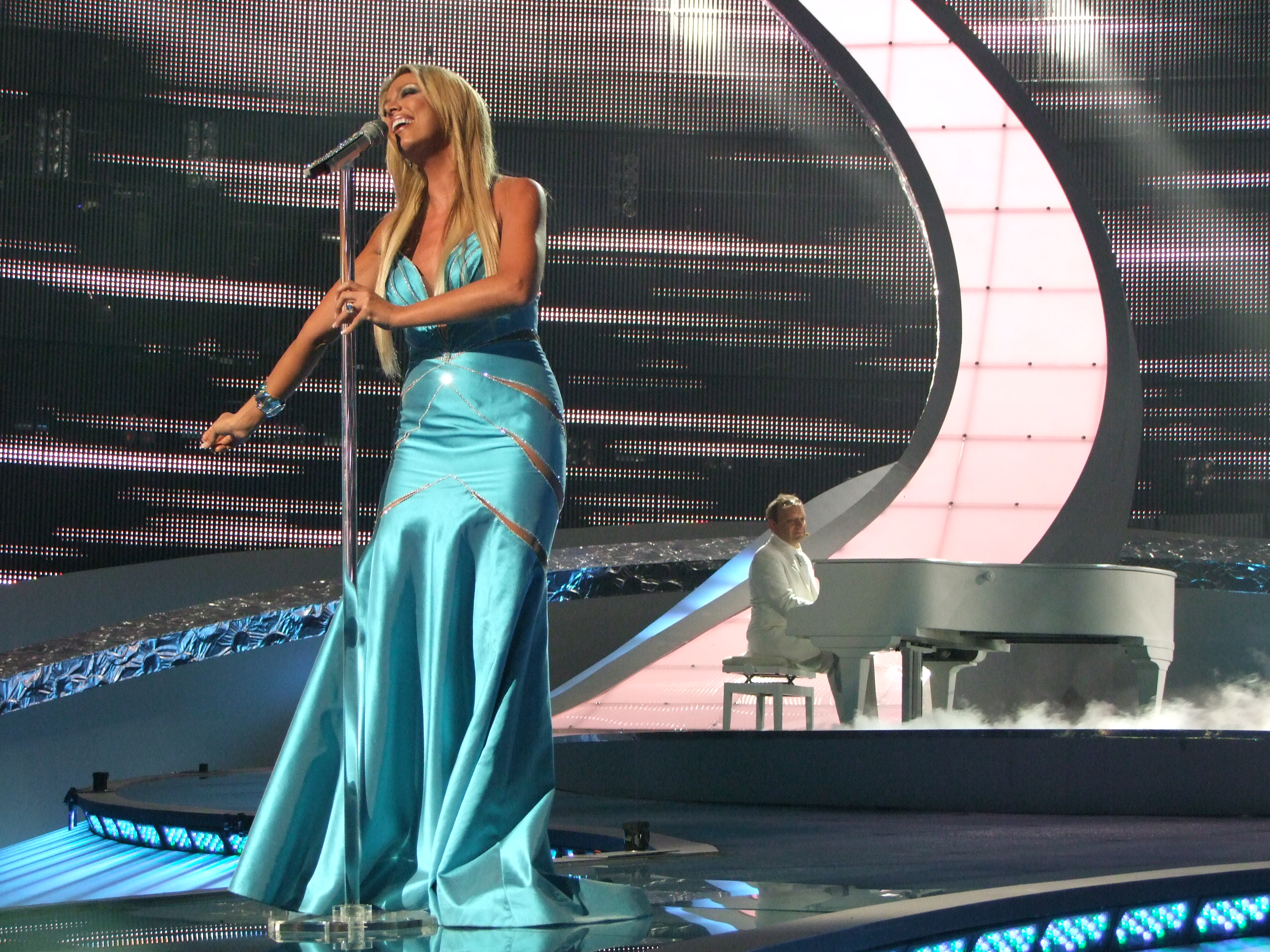
Isis Gee w 53. Konkursie Piosenki Eurowizji, maj 2008

TVP w grudniu 2007 potwierdziła udział w 53. Konkursie Piosenki Eurowizji organizowanego w Belgradzie i poinformowała, że krajowy reprezentant zostanie wybrany 23 lutego 2008 podczas programu Piosenka dla Europy 2008. Termin nadsyłania zgłoszeń do siedziby nadawcy minął 2 stycznia 2008. TVP przyjęła ok. 100 propozycji, a do finału dopuściła 10 kandydatów, którymi zostali: Maciej Starnawski i Urban Noiz, Afromental, Queens, Isis Gee, Edi Ann, Kasia Nova, Margo, Man Meadow, Sandra Oxenryd i Krzysztof Zalewski. Oprócz tego tzw. dzikie karty od TVP otrzymali: Natasza Urbańska, Izabela Kopeć i Żywiołak.  Przed rozegraniem finału pojawiły się pogłoski o zmanipulowaniu wyników i wewnętrzny wybór Urbańskiej na reprezentantkę kraju, co zostało zdementowane przez TVP. O wynikach w programie decydowali telewidzowie i jurorzy (w stosunku głosów 50:50), którzy przyznali maksymalną liczbę 24 punktów utworowi Isis Gee „For Life”. Przed udziałem w konkursie reprezentantka wystąpiła w irlandzkim talk-show The Late Late Show with Craig Ferguson. 20 maja wystąpiła w półfinale Eurowizji i dzięki otrzymaniu „dzikiej karty” od jurorów awansowała do finału rozgrywanego 24 maja, w którym zdobyła 14 pkt (10 pkt od Irlandii i 4 pkt od Wielkiej Brytanii), zajmując przedostatnie, 24. miejsce. Na scenie towarzyszył jej mąż, Adam Gołębiowski, grający na fortepianie, a także czteroosobowy zespół smyczkowo-wokalny w składzie: Joanna Maksymowicz, Małgorzata Liberska, Patrycja Kawęcka i Beata Łapuk. Polski nadawca transmitował pierwszy półfinał i finał konkursu.

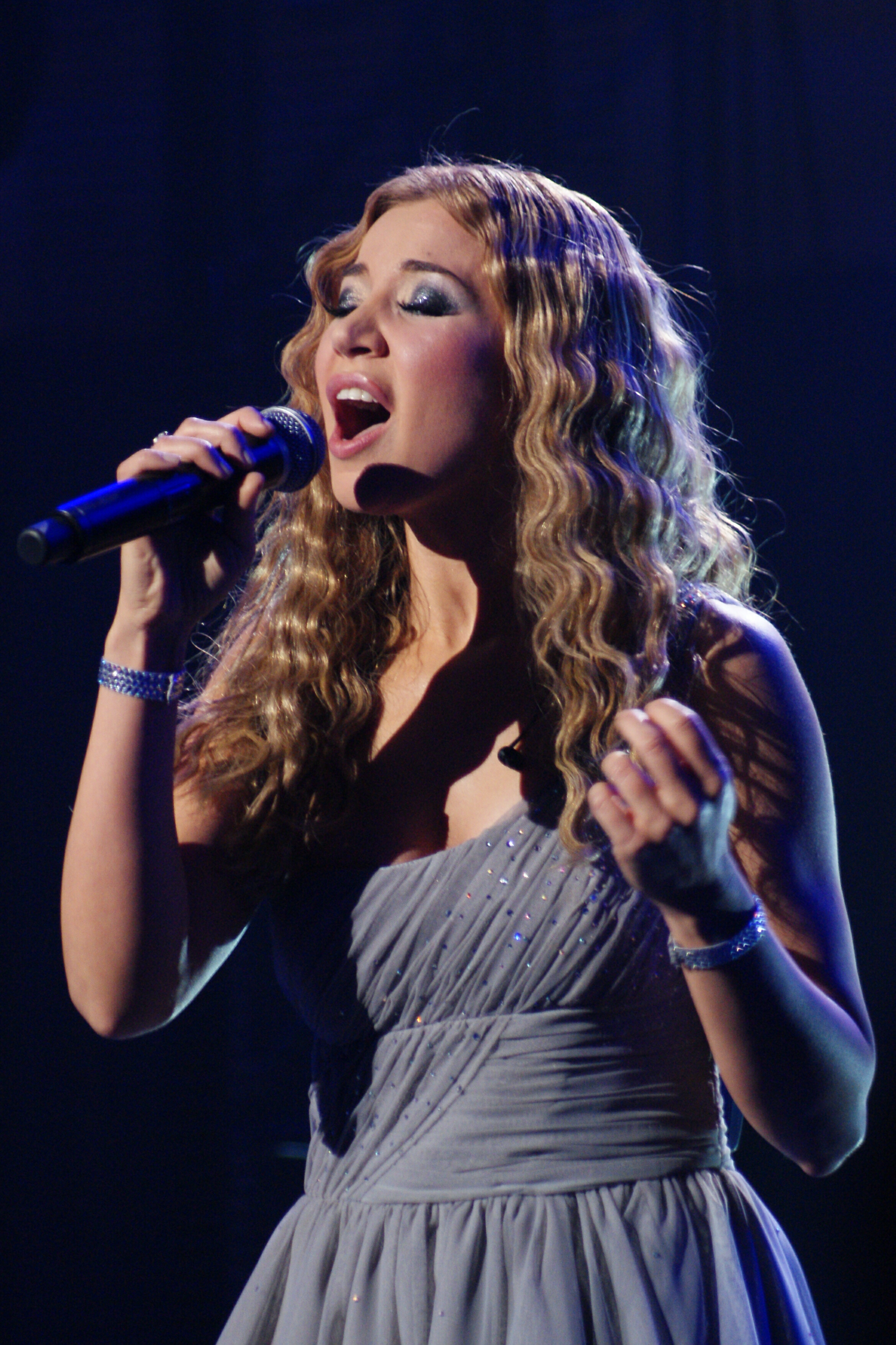
Lidia Kopania podczas koncertu Piosenka dla Europy 2009

TVP po zajęciu przedostatniego miejsca w finale konkursu w 2008 zasugerowała organizatorom konkursu zmianę regulaminu i przywrócenie komisji jurorskiej, aby ograniczyć geograficzno-polityczne głosowanie telewidzów. Choć rozważała wycofanie się w udziału w 54. Konkursie Piosenki Eurowizji w Moskwie, w połowie listopada 2008 potwierdziła udział w konkursie i poinformowała, że reprezentant kraju zostanie wybrany w trakcie krajowych eliminacji Piosenka dla Europy 2009. TVP przyjmowała zgłoszenia od 28 listopada do 16 stycznia 2009, a 23 stycznia opublikowała listę 12 finalistów, którymi zostali: Marco Bocchino i Aleksandra Szwed, Katarzyna Skrzynecka, Ira, Lidia Kopania, Renton, Stachursky, Det Betales, Mikromusic, Artur Chamski, Tigrita Project, Dali i Man Meadow. TVP kilka dni później zdyskwalifikowała Skrzynecką, jedną z głównych faworytek do zwycięstwa, i zespół Mikromusic za złamanie zasad regulaminowych mówiących, że konkursowa piosenka nie może być publikowana, emitowana i/lub wykonywana publicznie przed 1 października 2008. O wynikach selekcji zdecydowali telewidzowie i komisja jurorska. Przed rozegraniem finału faworytem do wygrania była piosenka Lidii Kopanii „I Don’t Wanna Leave”, która 14 lutego faktycznie zwyciężyła w finale selekcji, zdobywszy 22 punkty, w tym 12 pkt od widzów i 10 pkt od jury. Wybór spotkał się z mieszaną reakcją ze strony widzów – doceniali, że piosenka zawiera tekst w języku angielskim, ale krytykowali słabe warunki wokalne Kopanii oraz fakt, że Polska kolejny raz wystawia na konkurs balladę. Od 28 lutego do 18 kwietnia odbyła europejską trasę promocyjną. 29 kwietnia w warszawskim Teatrze „Baja” zorganizowano konferencję prasową z udziałem polskiej delegacji eurowizyjnej, która podsumowała przygotowania do konkursu. W maju delegacja przyleciała do Moskwy. Podczas pobytu Kopania rozchorowała się, co miało negatywny wpływ na jej warunki głosowe. 14 maja wystąpiła w drugim półfinale konkursu, w którym zdobyła 43 punkty i zajęła 12. miejsce, nie kwalifikując się do finału. Podczas występu na scenie towarzyszył jej trzyosobowy chórek (Patrycja Gola, Krzysztof Pietrzak i Jan Radwan) oraz tancerze (Dasza Akatowa i Maciej Pruszyński). Na scenie wystąpiła w sukni zaprojektowanej przez Macieja Zienia. Reżyserem występu był Bolesław Pawica, choreografię przygotowała Anna Milej, a za realizację koncepcji wizualnej odpowiadał Artur Szyman.

### Lata 2010–2019

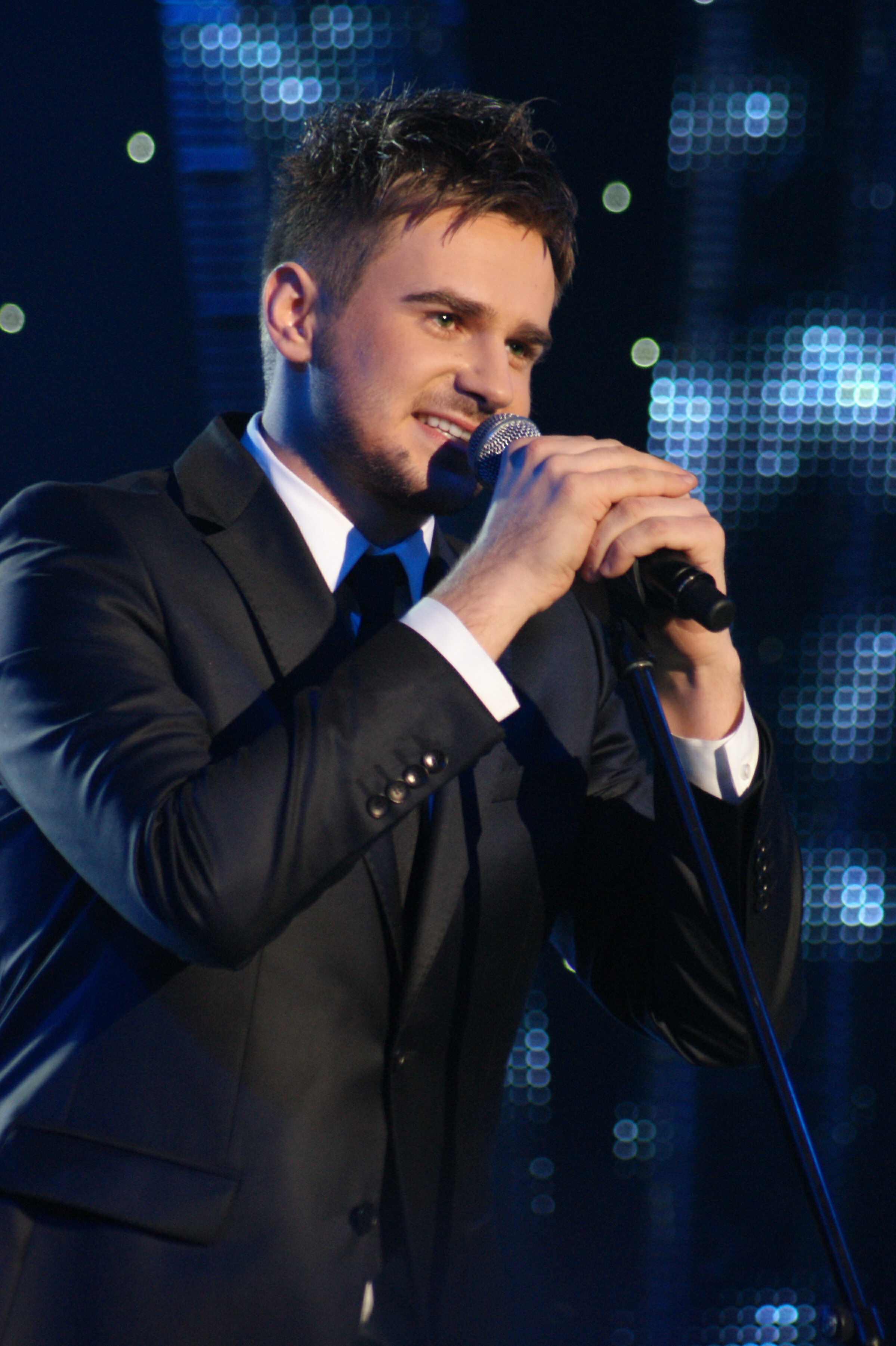
Marcin Mroziński w trakcie występu w krajowych eliminacjach do 55. Konkursu Piosenki Eurowizji, luty 2010

W 2009 TVP potwierdziła udział w 55. Konkursie Piosenki Eurowizji i ogłosiła, że reprezentant zostanie wybrany poprzez krajowe eliminacje, których finał zostanie rozegrany 14 lutego 2010. Finalistów selekcji wybrała 10-osobowa komisja jurorska. Pod koniec listopada 2009 ogłoszono, że w finale wystąpią: Anna Cyzon, Aneta Figiel, Dziewczyny i PIN, który kilka dni później wycofał się z udziału. Stawkę konkursową uzupełniło siedmiu wykonawców, którzy otrzymali „dzikie karty” od TVP, czyli: Vir, Sonic Lake, Nefer, Leszcze, Iwona Węgrowska, Zosia Karbowiak i Marcin Mroziński. Udziału Mrozińskiego w eliminacjach domagali się fani konkursu, którzy wystosowali internetową petycję skierowaną do TVP. O zwycięzcy eliminacji decydowali telewidzowie, którzy mieli możliwość oddawania głosów po rozpoczęciu pierwszego występu konkursowego. Przed rozegraniem finału głównym faworytem fanów do zwycięstwa była piosenka Marcina Mrozińskiego „Legenda”. 14 lutego 2010 propozycja zwyciężyła w finale selekcji, zdobywając 33,61% głosów telewidzów, zostając propozycją reprezentującą Polskę w 55. Konkursie Piosenki Eurowizji. 14 marca reprezentant wystąpił z bałkańską wersją „Legendy” podczas koncertu BH Eurosong 2010 w Sarajewie. Po występie poinformował, że nowa aranżacja piosenki była jedynie „ukłonem w stronę organizatorów”. Również w marcu wydano odświeżoną wersję piosenki, wzbogaconą o dodatkową warstwę melodyczną i instrumenty. Od 23 kwietnia do 14 maja w porannym programie TVP2 Pytanie na śniadanie emitowano cotygodniowy cykl „Mroziński do Oslo”, w którym relacjonowano przygotowania reprezentanta do występu w konkursie. 14 maja wokalista uczestniczył w przyjęciu „Warsaw Eurovision Party”. Kilka dni wcześniej wziął udział w nagraniu pocztówki prezentowanej przed występem Polski w konkursie. Zdjęcia odbyły się w okolicach Zamku Królewskiego w Warszawie w obecności m.in. członków Stowarzyszenia Miłośników Konkursu Piosenki Eurowizji „OGAE Polska”. Jak podkreśla, w trakcie przygotowań do występu na Eurowizji nie mógł liczyć na wsparcie logistyczne i finansowe ze strony TVP, a na potrzeby udziału w konkursie zaciągnął kredyt na kilkanaście tysięcy złotych. 18 maja wyleciał do Oslo, gdzie 19 maja rozpoczął próby sceniczne do występu w konkursie. 25 maja wystąpił w pierwszym półfinale Eurowizji, w którym uzyskał 44 punkty, zajmując 13. miejsce, przez co nie awansował do finału. W trakcie występu na scenie towarzyszyły mu tancerki (Paulina Andrzejewska i Oliwia Kukułka) i chórzystki (Weronika Bochat, Mirella Kostrzewa i Małgorzata Czaczkowska). Bochat, jako członkini zespołu KWADro, reprezentowała Polskę w 2. Konkursie Piosenki Eurowizji dla Dzieci 2004. Panie były ubrane w białe przewiewne bluzki i czarne spódnice z zielonymi pasami; kreacje zaprojektował Rafał Orłowski. Motywem przewodnim występu były jabłka, które – jak tłumaczył Mroziński – „symbolizują grzech Adama i Ewy”, ale „tym razem to nie Adam ugryzł jabłko, lecz Ewa”, dlatego „oboje zostali obciążeni grzechem i muszą walczyć o Adama”. Za reżyserię występu odpowiadał Dariusz Lewandowski.

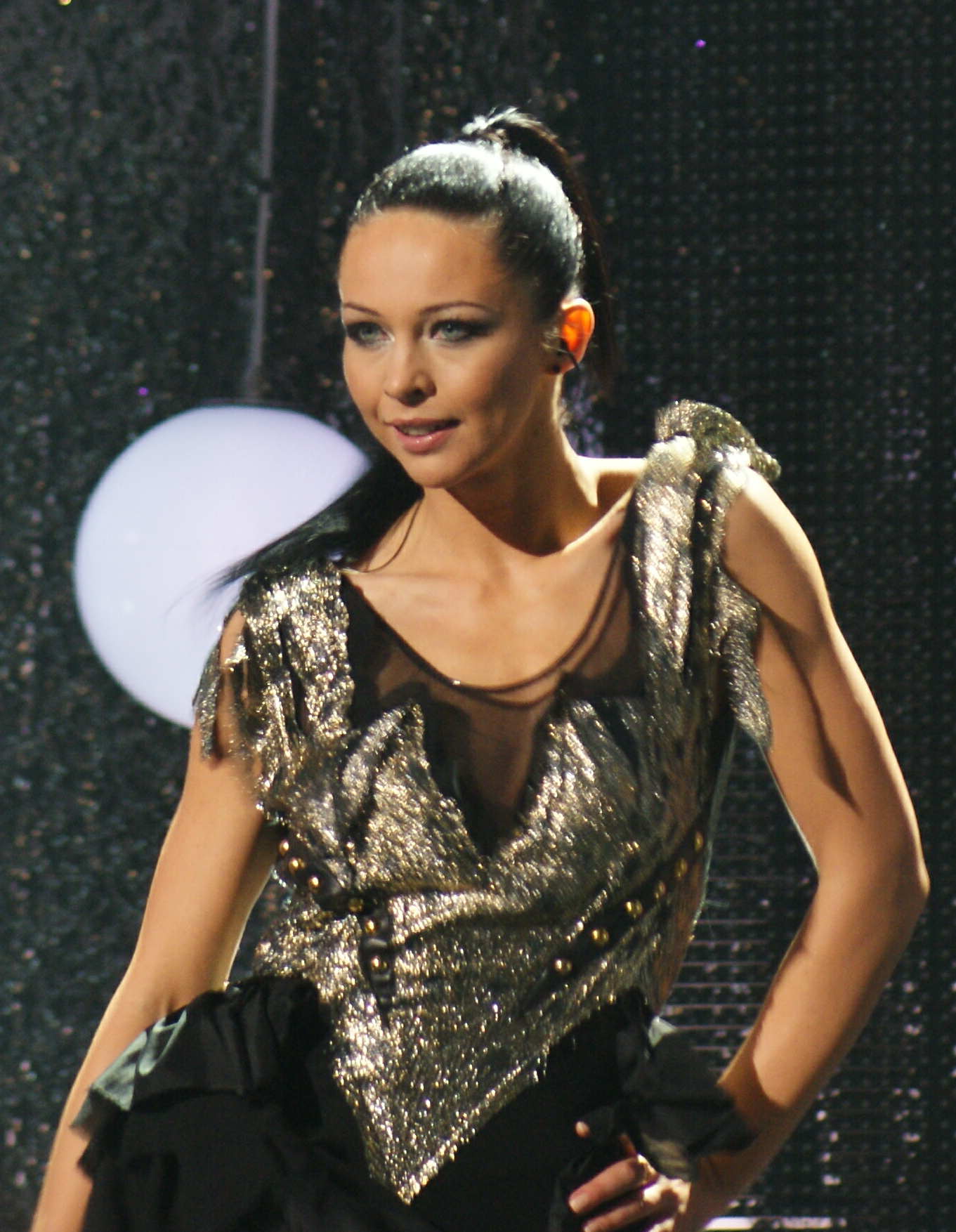
Magdalena Tul podczas występu w krajowych selekcjach do 56. Konkursu Piosenki Eurowizji, luty 2011

Na początku listopada 2010 TVP potwierdziła udział w 56. Konkursie Piosenki Eurowizji organizowanym w Düsseldorfie i rozpoczęła przyjmowanie zgłoszeń do udziału w krajowych eliminacjach. Termin nadsyłania propozycji minął 21 grudnia. Zgłoszono 200 propozycji. Finalistów programu wybrała ośmioosoobwa komisja jurorska, która wybrała pięciu finalistów. Ich nazwiska podano 29 grudnia, byli to: Anna Gogola, Magdalena Tul, Roan, SheMoans i The Positive, który później wycofał się z rywalizacji w eliminacjach. TVP przyznała także sześć „dzikich kart”, które otrzymali: Formuła RC, Zosia Karbowiak, Alizma, Ika, Ada Fijał i The Trash. O udział w krajowych selekcjach ubiegał się też m.in. Artur Chamski. Finał eliminacji odbył się 14 lutego. Przed rozegraniem finału główną faworytką do wygrania była piosenka Magdaleny Tul „Jestem”. W finale zdobyła łącznie 44,47% poparcie telewidzów (ponad 59 tys. głosów), dzięki czemu zwyciężyła. Po wygraniu selekcji pojawiły się informacje, jakoby piosenka „Jestem” miała zostać zastąpiona anglojęzyczną wersją, „First Class Ticket to Heaven”. Reprezentantka zdecydowała się na pozostanie przy wykonaniu utworu w języku polskim. Na początku kwietnia wydała nową wersję piosenki, „Present”, która służyła jedynie do celów promocyjnych. 1 maja wraz z resztą delegacji rozpoczęła próby sceniczne w Esprit Arena. Podczas pierwszych prób Magdalena Tul wystąpiła w białym kombinezonie, który miał ważył ok. 6 kilogramów. W trakcie kolejnych prób miała na sobie inną kreację; obie stylizacje zaprojektował Kuba Bonecki. Podczas jednej z konferencji prasowych wokalistka otrzymała singiel „Jestem” nagrany w języku afrikaans w interpretacji Aristy. Przed konkursem była typowana jako jeden z krajów, które powinny awansować do finału. 10 maja otworzyła pierwszy koncert półfinałowy konkursu i zdobyła 18 punktów, zajmując ostatnie, 19. miejsce. Podczas występu towarzyszyły jej tancerki (Iga Turek i Joanna Gogolińska) oraz chórzyści (Anna Sochacka, Kalina Kasprzak i Artur Bomert). Po zakończeniu koncertu pojawiły się doniesienia, jakoby w trakcie transmisji pojawiły się problemy techniczne podczas pierwszych pięciu prezentacji, co miało skutkować trudnościami z oddaniem głosów przez telewidzów. W skład polskiej komisji jurorskiej oceniającej wszystkie występy weszli: Piotr Klatt (przewodniczący jury), Maria Szabłowska, Marek Dutkiewicz, Radzimir Dębski i Justyna Steczkowska. Jednego z jurorów zastąpił później Łukasz Zagrobelny. Punkty jurorskie podała Odeta Moro-Figurska. Po udziale w konkursie Tul przyznała, że „jest rozczarowana, bo dała z siebie wszystko” i że „nie była zadowolona z występu”. W wywiadach twierdziła, że podczas występu miała problemy techniczne.

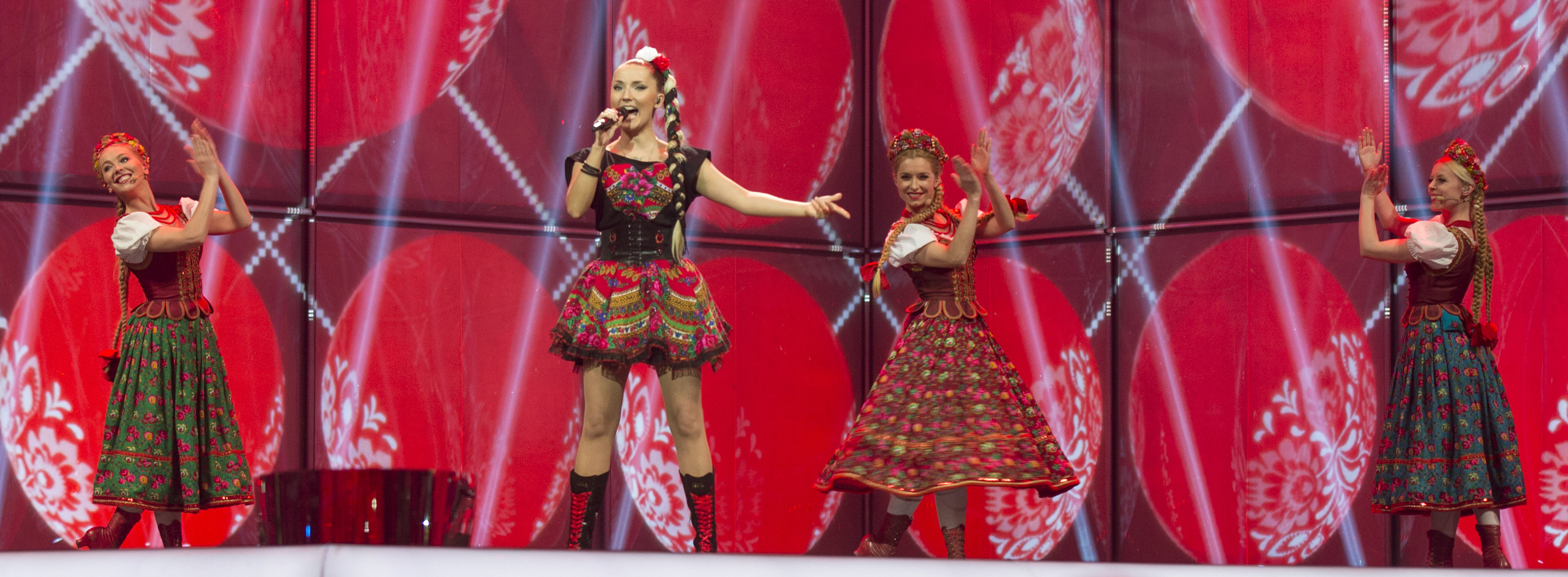
Cleo podczas występu w półfinale 59. Konkursu Piosenki Eurowizji, maj 2014

19 listopada 2011 TVP oficjalnie zrezygnowała z uczestnictwa w 57. Konkursie Piosenki Eurowizji organizowanym w 2012. W oświadczeniu dla prasy rzeczniczka prasowa TVP, Joanna Stempień-Rogalińska, uzasadniła decyzję „kierowaniem sił i środków na rzecz obsługi Euro 2012 i Igrzysk Olimpijskich”. Ponadto TVP nie transmitowała żadnego z koncertów konkursowych. 23 listopada 2012 TVP ogłosiła, że nie weźmie udziału w 58. Konkursie Piosenki Eurowizji, nie podając dokładnych powodów decyzji. Tak jak w 2012, nie przeprowadziła transmisji telewizyjnej z konkursu. 5 grudnia 2013 TVP poinformowała, że weźmie udział w 59. Konkursie Piosenki Eurowizji organizowanym w Kopenhadze. Reprezentant kraju został wybrany wewnętrznie przez komisję jurorską, powołaną przez TVP, która składała się z ekspertów i dziennikarzy muzycznych. Na początku lutego 2014 pojawiły się plotki, jakoby na konkurs miała jechać Halina Mlynkova, jednak informacje zostały zdementowane przez menedżment piosenkarki. 25 lutego 2014 w programie TVP1 Świat się kręci ogłoszono, że na konkurs pojedzie duet Donatan i Cleo z piosenką „My Słowianie”. 8 maja reprezentacja wystąpiła w drugim półfinale konkursu i awansowała do finału. Zajęła w nim 14. miejsce z 62 punktami na koncie. W finale konkursu propozycja została dużo lepiej oceniona przez widzów (uplasowała się w pierwszej „piątce” w 16 krajach i zdobyła pierwsze miejsce w Wielkiej Brytanii, Irlandii, Norwegii i Ukrainie) niż komisje sędziowskie (w pierwszej piątce tylko w Niemczech; w Wielkiej Brytanii i Irlandii na ostatnim miejscu). W rankingu uwzględniającym jedynie głosy widzów Polska zajęłaby piąte miejsce, a w rankingu jurorów – 23. miejsce. Oprócz wokalistki, podczas występów na scenie pojawiły się trzy tancerki zespołu ludowego „Mazowsze” (Alesia Turonak, Sylwia Klan, Anna Łapińska) i dwie fotomodelki (Aleksandra Ciupa, Paulina Tumala). Choreografia i wygląd fotomodelek zostały określone przez Torbjörna Eka ze szwedzkiego dziennika „Aftonbladet” jako „seksistowskie”. Określenie podważyła m.in. Cleo. W skład polskiego panelu sędziowskiego weszli: Mietek Szcześniak, Krzysztof „K.A.S.A.” Kasowski, Magdalena Tul, Dorota Szpetkowska i Paweł Sztompke.

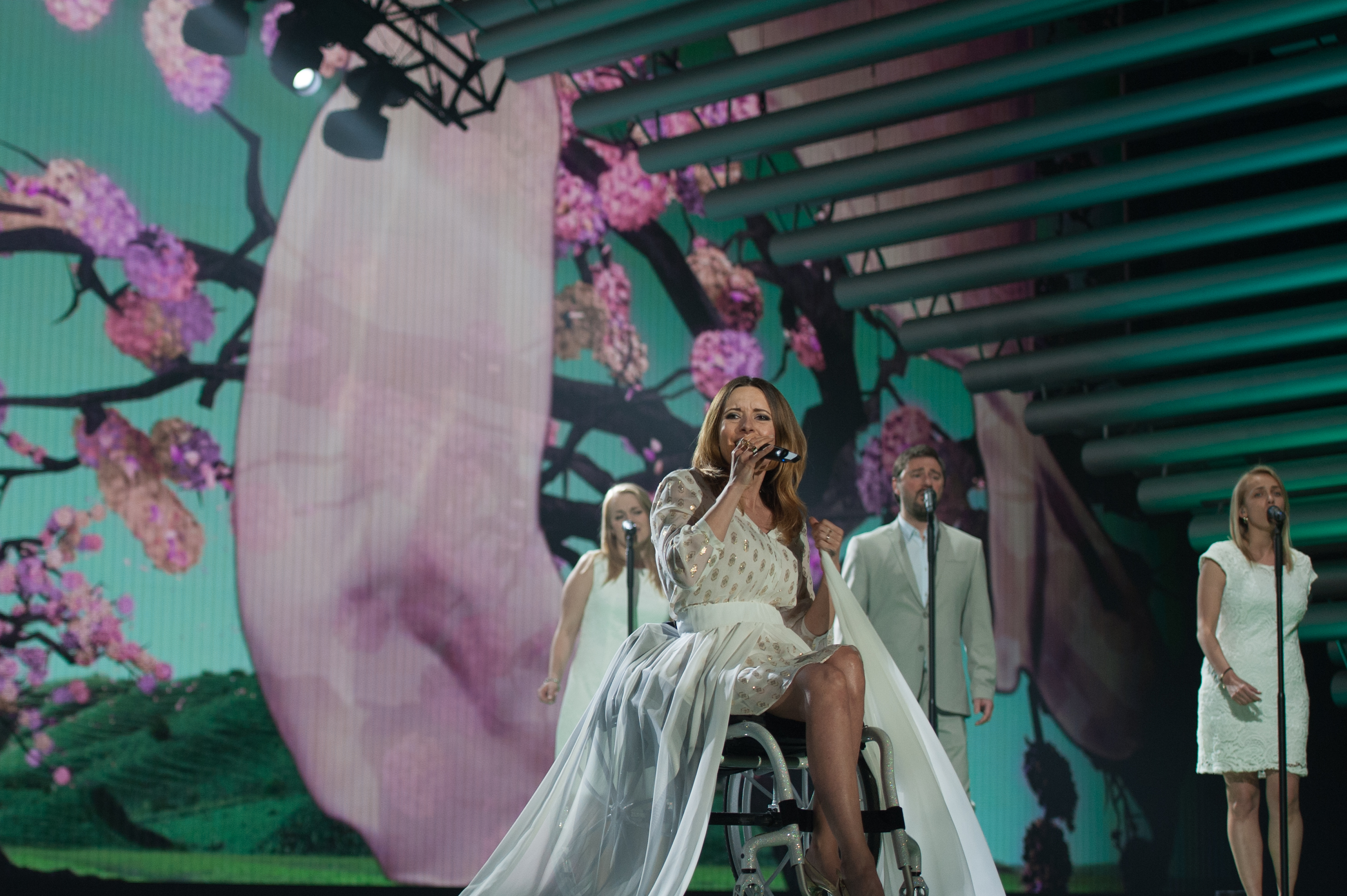
Monika Kuszyńska podczas prób do występu w drugim półfinale 60. Konkursu Piosenki Eurowizji, maj 2015

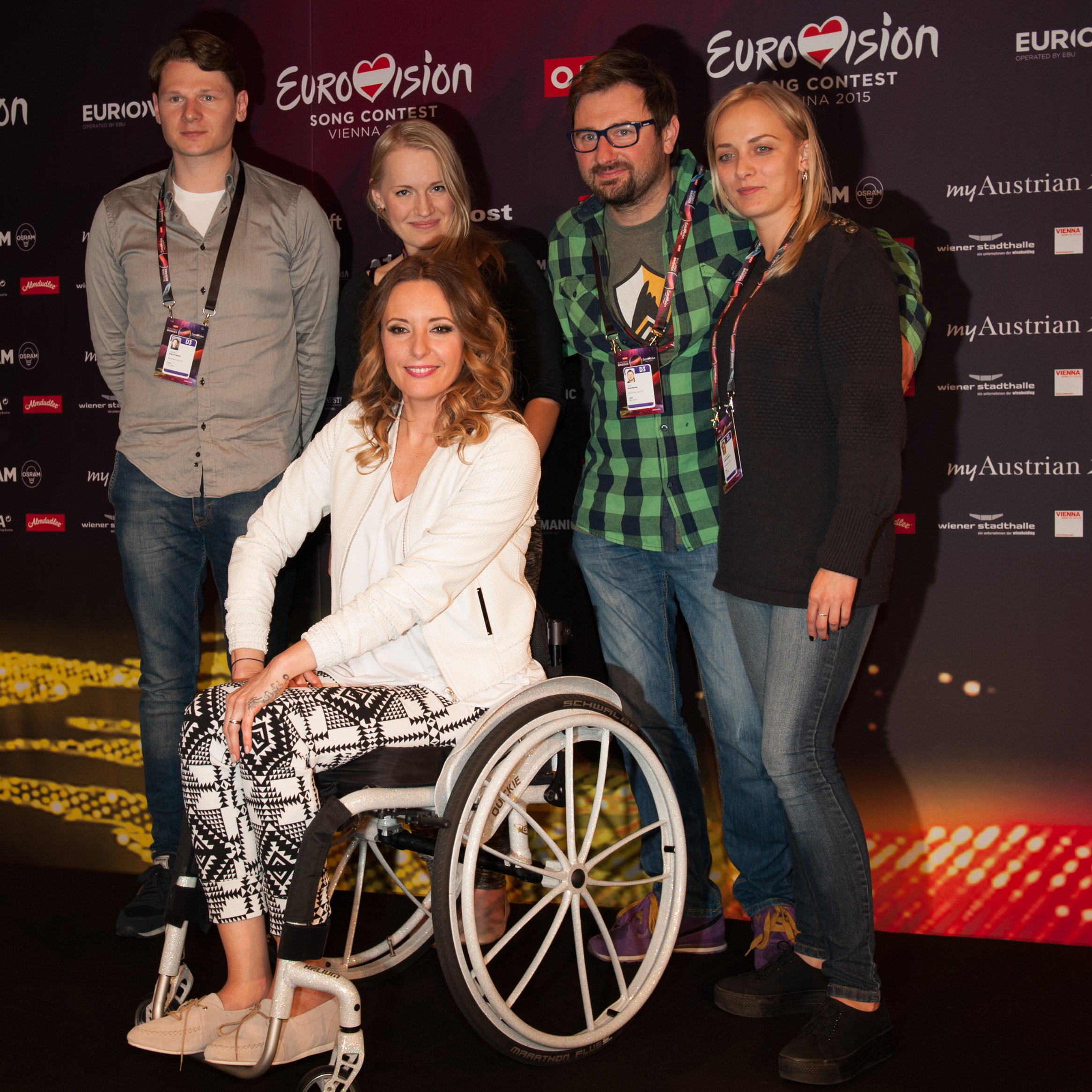
Polska delegacja podczas 60. Konkursu Piosenki Eurowizji, maj 2015

W październiku 2014 TVP potwierdziła udział w 60. Konkursie Piosenki Eurowizji w Wiedniu. Konkursowy utwór i jego wykonawca zostały wybrane wewnętrznie przez komisję ekspertów, powołaną przez telewizję. Przed ogłoszeniem wyboru reprezentanta w mediach spekulowano, że w konkursie wezmą udział Margaret, Mela Koteluk lub Dorota „Doda” Rabczewska, która w wywiadzie dla Polskiego Radia przyznała, że otrzymała taką propozycję, co zostało jednak zdementowane przez TVP. W lutym ogłoszono, że reprezentantką kraju ma być Anna Wyszkoni, czemu zaprzeczyła. Na początku marca Edyta Górniak poinformowała, że zgłosiła chęć udziału w konkursie, jednak jej kandydatura została odrzucona przez TVP z powodu wcześniejszego podpisania umowy z innym artystą. 9 marca 2015 TVP w programie Świat się kręci oficjalnie podano nazwisko polskiego reprezentanta w konkursie. Decyzją TVP, na konkurs została oddelegowana Monika Kuszyńska z piosenką „In the Name of Love”. Jak podkreśliła, utwór napisała wraz z mężem, Jakubem Raczyńskim, specjalnie na potrzeby udziału w konkursie, a inspiracją do stworzenia był slogan konkursu – Building Bridges. Po ogłoszeniu nazwiska reprezentantki Polski słowa wsparcia przekazali jej m.in. byli reprezentanci kraju w konkursie, Edyta Górniak, Justyna Steczkowska, Marcin Mroziński, Magdalena Tul oraz Cleo i producent muzyczny Donatan, a także m.in. „Doda”, dziennikarze muzyczni Marek Sierocki i Artur Orzech oraz dziennikarka Karolina Korwin Piotrowska. Krytyczne zdanie o decyzji TVP wyraził natomiast m.in. Tomasz Lubert, który uznał, że podczas wybierania reprezentanta TVP „kierowała się litością”. Podobne opinie wokalistka skomentowała stwierdzeniem, że „Polacy muszą skończyć z zaściankowym myśleniem, bo w ten sposób dyskryminują niepełnosprawnych”. W kwietniu wzięła udział w nagraniu „pocztówki” prezentowanej przed konkursowym występem, a także wystąpiła z piosenką podczas eurowizyjnych imprez promocyjnych w Rydze i Amsterdamie oraz na konferencji prasowej ORF Vienna 12 points w Krakowie. 14 maja rozpoczęła próby kamerowe do występu w półfinale Eurowizji. 21 maja wystąpiła z ostatnim, 17. numerem startowym w drugim półfinale konkursu i awansowała do finału, rozgrywanego 23 maja. Zdobyła w nim 10 punktów, plasując się na 23. miejscu sposób 27 finalistów. Podczas występów miała na sobie suknię projektu siostry, Marty Kuszyńskiej, a na scenie towarzyszył jej Jakub Raczyński, grający na fortepianie, oraz trzyosobowy chórek (Aleksandra Tabiszewska, Natalia Bajak, Jan Radwan). W skład polskiej komisji jurorskiej oceniającej konkursowe propozycje weszli: Krzysztof Szewczyk (przewodniczący jury), Maria Szabłowska, Tomasz Żąda, Witold „Donatan” Czamara i Natalia Szroeder. Jurorem rezerwowym była Dorota Szpetkowska. W początkowym składzie zespołu zamiast Szroeder i Żądy mieli znaleźć się Joanna „Cleo” Klepko i Michał Wiśniewski, a jurorem rezerwowym była Dorota Mróz.

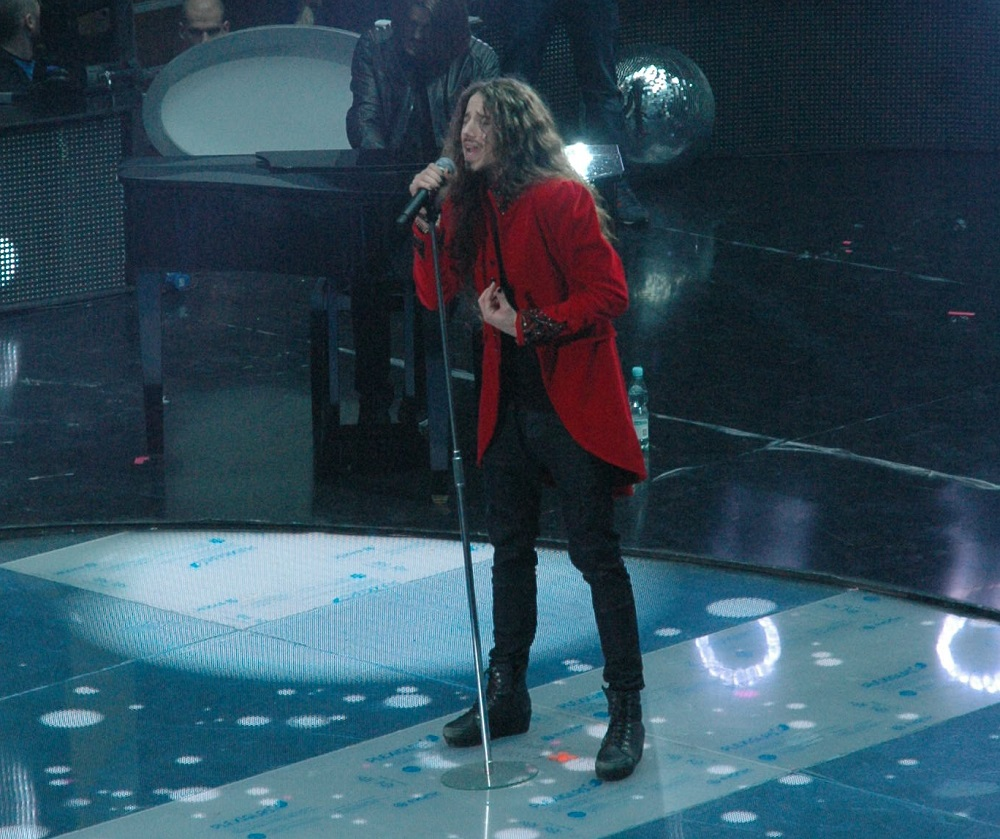
Michał Szpak w finale Krajowych Eliminacji do 61. Konkursu Piosenki Eurowizji (2016)

TVP w październiku 2015 potwierdziła udział w 61. Konkursie Piosenki Eurowizji w Sztokholmie. Choć reprezentant kraju początkowo miał zostać wybrany wewnętrznie przez zarząd stacji, to dyrektor TVP1 Jan Pawlicki pod koniec stycznia 2016 poinformował, że polski przedstawiciel zostanie wybrany poprzez krajowe eliminacje. TVP w grudniu wysłała zapytania do kilku wytwórni muzycznych o wytypowanie potencjalnych propozycji ze swojego katalogu. Pięcioosobowa komisja jurorska powołana przez TVP spośród 88 nadesłanych zgłoszeń wyłoniła dziewięciu finalistów, którzy zostali ujawnieni 16 lutego w programie Świat się kręci; zostali nimi: Edyta Górniak, Margaret, Michał Szpak, Natalia Szroeder, Napoli, Taraka, Aleksandra Gintrowska, Kasia Moś i Dorota Osińska. Finał selekcji odbył się 5 marca. Przed rozegraniem finału faworytkami do wygrania były Edyta Górniak i Margaret. O wynikach selekcji decydowali telewidzowie w głosowaniu SMS-owym. Największą liczbę 35,89% głosów otrzymała piosenka Michała Szpaka „Color of Your Life”, drugie miejsce zajęła Margaret (24,72%), a trzecie – Edyta Górniak (18,49%). Wyniki były szeroko komentowane w sieci ze względu na przegraną dwóch głównych faworytek, Margaret i Edyty Górniak. Przed występem w konkursie Michał Szpak wystąpił podczas eurowizyjnych koncertów promocyjnych w Amsterdamie, Tel Awiwie i Londynie. Na początku maja przyjechał do Sztokholmu, gdzie rozpoczął próby kamerowe do występu konkursowego. 12 maja wystąpił w drugim półfinale i z szóstego miejsca awansował do finału, w którym zajął ósme miejsce po zdobyciu 229 pkt, w tym 7 pkt od jurorów (25. miejsce) i 222 pkt od widzów (3. miejsce).

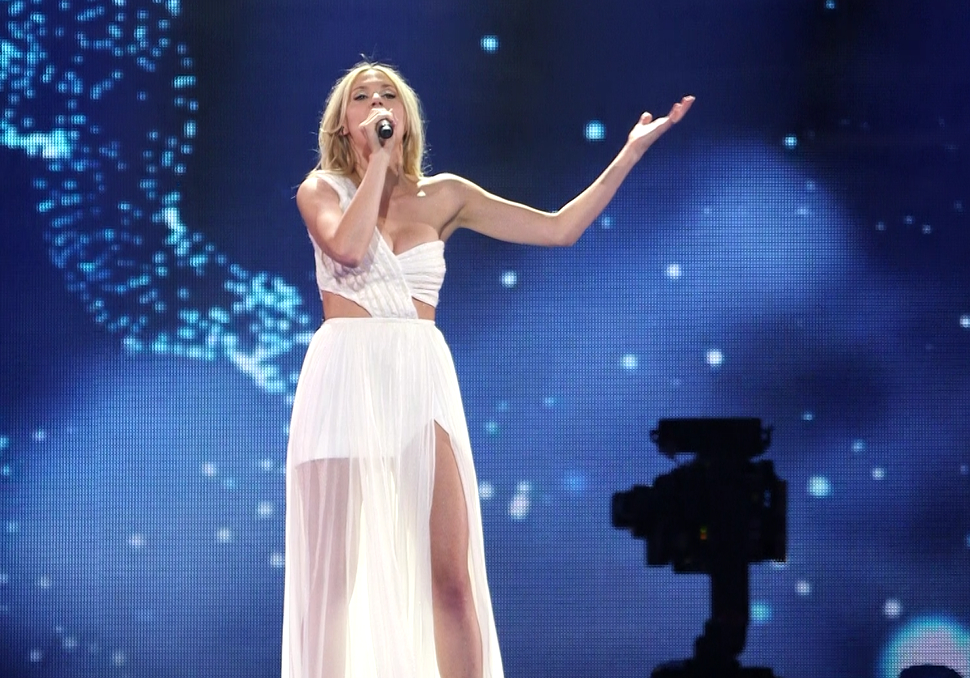
Kasia Moś w 62. Konkursie Piosenki Eurowizji w Kijowie (2017)

TVP w grudniu 2016 potwierdziła udział w 62. Konkursie Piosenki Eurowizji w Kijowie i poinformowała, że reprezentant Polski zostanie wybrany za pośrednictwem krajowych eliminacji, który finał zaplanowano na 18 lutego 2017. 11 lutego opublikowała listę 10 uczestników krajowych eliminacji, którymi zostali: Kasia Moś, Martin Fitch, Carmell, Agata Nizińska, Rafał Brzozowski, Isabell Otrębus-Larsson, Lanberry, Aneta Sablik, Paulla i Olaf Bressa. Zwycięzcę konkursu wybrali telewidzowie w głosowaniu SMS-owym i pięcioosobowa komisja jurorska. Pierwsze miejsce zajęła Kasia Moś z piosenką „Flashlight”, zdobywając największą liczbę 19 pkt, w tym 10 od jurorów i 9 od widzów, drugie miejsce zajął Rafał Brzozowski, a trzecie – Carmell. Moś przed występem w konkursie odbyła trasę promocyjną po Europie: zaśpiewała gościnnie w finale ukraińskich eliminacji Widbir i na koncertach promocyjnych w Amsterdamie, Londynie, Madrycie, Tel Awiwie i Rydze. 9 maja wystąpiła w pierwszym półfinale Eurowizji i z dziewiątego miejsca awansowała do finału rozgrywanego 13 maja, w którym zajęła 22. miejsce po zdobyciu 64 pkt, w tym 41 pkt od telewidzów (12. miejsce) i 23 pkt od jurorów (23. miejsce).

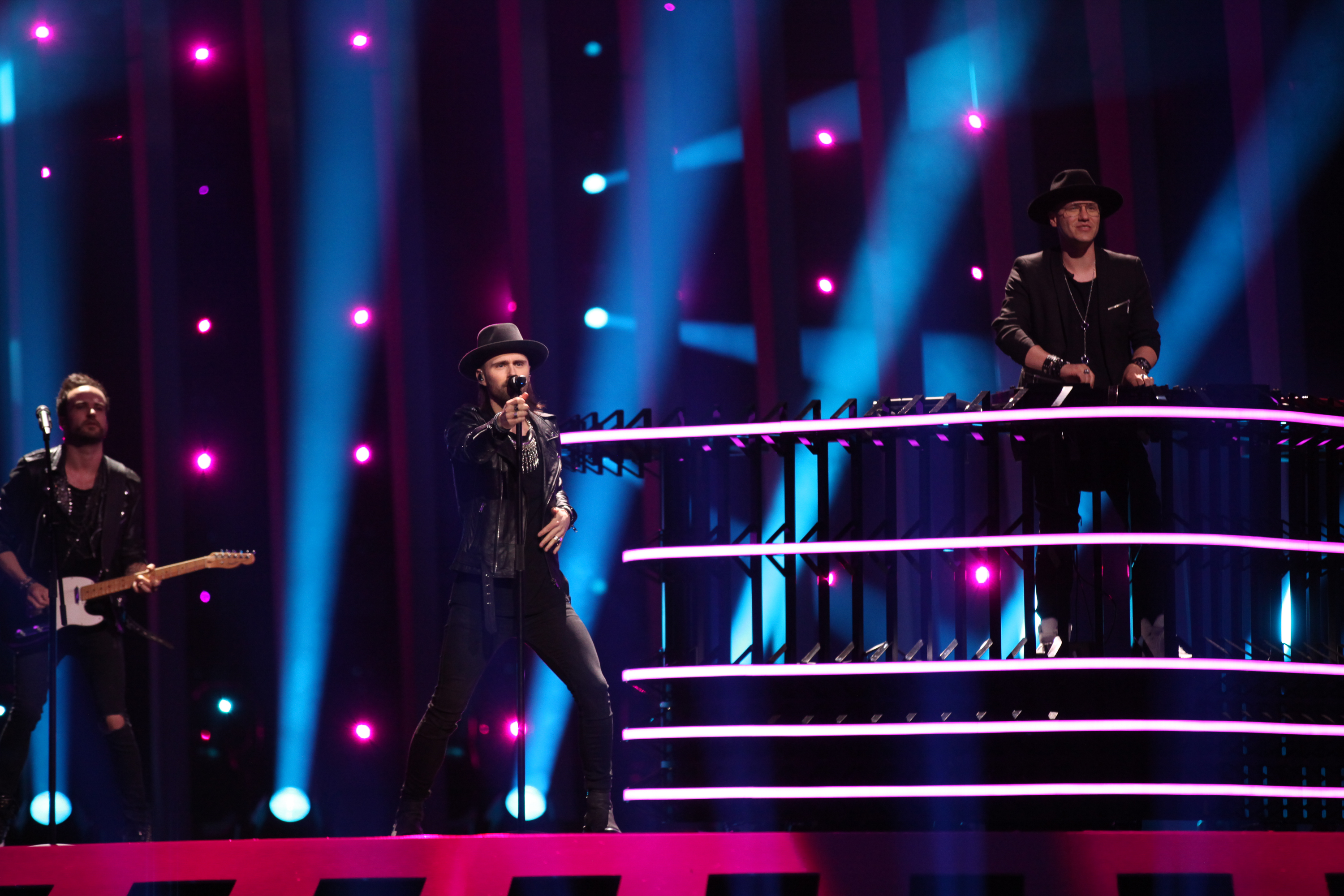
Lukas Meijer i Gromee w 63. Konkursie Piosenki Eurowizji w Lizbonie (2018)

TVP w maju 2017 ujawniła plany finansowe na rok 2018, w których uwzględniła udział w 63. Konkursie Piosenki Eurowizji w Lizbonie. Reprezentant kraju został wyłoniony 3 marca 2018 w finale krajowych eliminacji. TVP od początku grudnia 2017 do 1 lutego 2018 przyjęła ok. 200 propozycji, a 8 lutego ogłosiła, że finalistami zostali: Saszan, Monika Urlik, Isabel Otrębus, Ifi Ude, Future Folk, Gromee i Lukas Meijer, Marta Gałuszewska, Pablosson, Maja Hyży i Happy Prince. O wynikach selekcji decydowali telewidzowie i pięcioosobowa komisja jurorska w stosunku głosów 50:50. Po zsumowaniu głosów, największą liczbę 20 pkt zdobyli Gromee i Lukas Meijer za piosenkę „Light Me Up”, otrzymując 12 pkt w głosowaniu widzów i 8 pkt od jurorów (3. miejsce); drugie miejsce zajął zespół Happy Prince, a trzecie – Monika Urlik. Reprezentacja Polski wystąpiła 10 maja jako z 11. numerem startowym w drugim półfinale i zajęła 14. miejsce z 81 punktami, przez co nie zakwalifikowała się do finału.

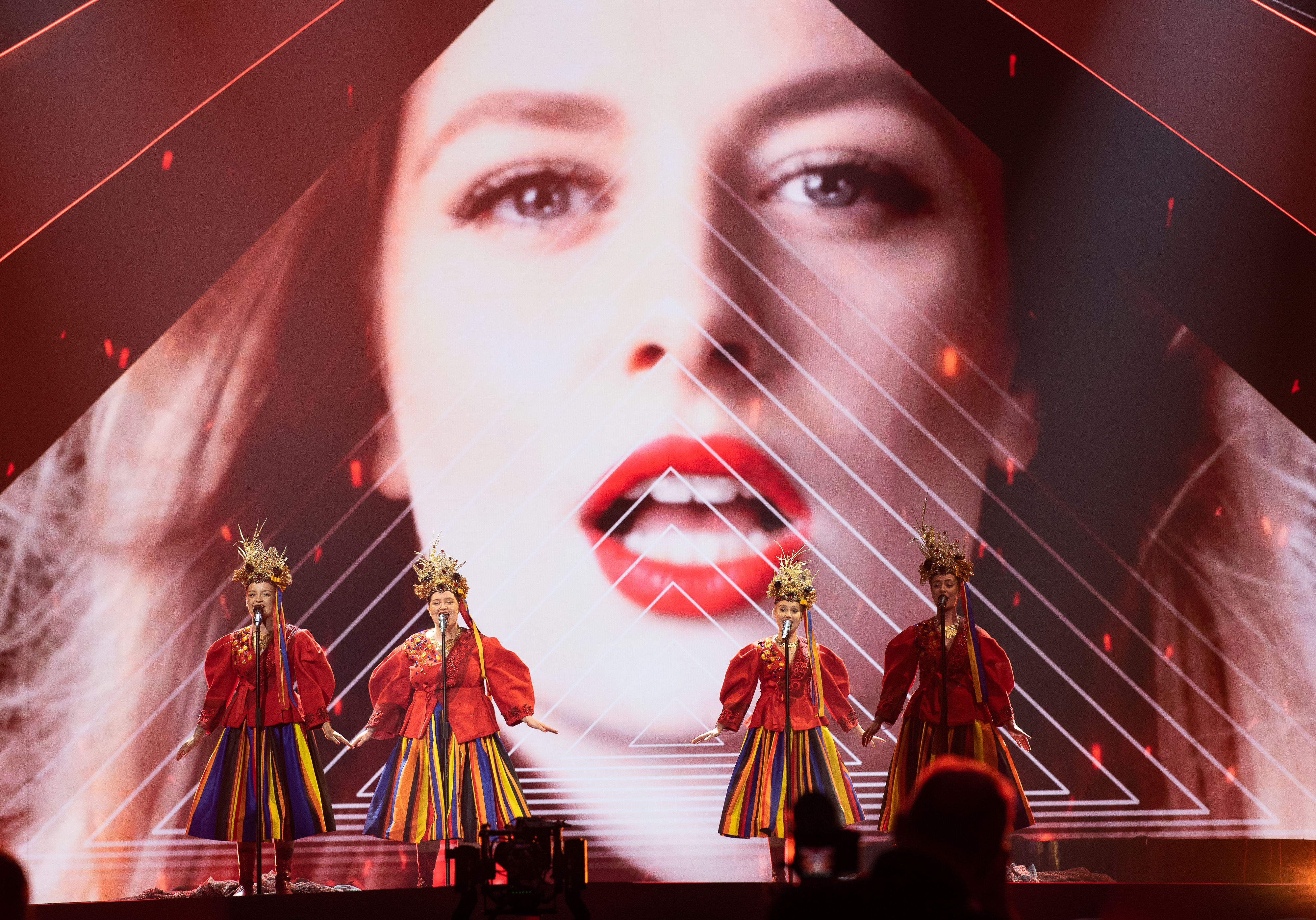
Tulia w 64. Konkursie Piosenki Eurowizji w Tel Awiwie (2019)

TVP na początku maja 2018 wstępnie potwierdziła chęć udziału w 64. Konkursie Piosenki Eurowizji w Tel Awiwie. W listopadzie EBU potwierdziła udział kraju w konkursie. W grudniu pojawiły się doniesienia, jakoby reprezentantką kraju miała być Natalia Szroeder, co później zostało zdementowane. 23 stycznia 2019 TVP ogłosiła wewnętrzny wybór reprezentanta i rozpoczęła nabór propozycji. Reprezentant Polski początkowo miał zostać ogłoszony do 8 lutego, później poinformowano o przedłużeniu terminu ogłoszenia decyzji o tydzień. TVP 15 lutego ogłosiła, że na konkurs poleci zespół folkowy Tulia. 8 marca premierę miała konkursowa piosenka wokalistek, „Fire of Love (Pali się)”, będąca odświeżoną, dwujęzyczną wersją ich piosenki „Pali się” z albumu pt. Tulia. Po premierze teledysku do piosenki zespół spotkał się z zarzutami o cenzurę sztuki i dyskryminację religijną w związku z usunięciem z klipu m.in. ujęcia prezentującego przydrożny krzyż. Menedżment zespołu tłumaczył, że „regulamin Eurowizji zabrania promowania jakichkolwiek instytucji i symboli religijnych, a tym jest krzyż”. Jacek Kurski, prezes TVP, zażądał przywrócenia oryginalnej wersji teledysku. W sprawie wypowiedziała się również wytwórnia Universal Music Polska, która przyznała, że nie nadzorowała bezpośrednio prac nad montażem teledysku, a także zespół Tulia, który poinformował, że montaż teledysku nie był wykonywany osobiście przez grupę, a zmiany w klipie miały na celu dopasowanie czasu obrazu do czasu trwania piosenki w wersji konkursowej, a wycięcie krzyża nastąpiło zupełnym przypadkiem. Przed występem w konkursie wokalistki odbyły minitrasę promocyjną po Europie, obejmującą występy na imprezach eurowizyjnych w Amsterdamie, Londynie i Madrycie. 14 maja wystąpiły z czwartym numerem startowym w pierwszym półfinale konkursu i zajęły 11. miejsce z 120 punktami na koncie, nie kwalifikując się do finału.

### Od 2020
1 października 2019 TVP wstępnie potwierdziła chęć udziału w 65. Konkursie Piosenki Eurowizji. 2 stycznia 2020 TVP poinformowała, że reprezentant kraju zostanie wyłoniony w ramach specjalnego wydania programu Szansa na sukces. Eurowizja 2020. Spośród 500 zgłoszeń wyłoniono 21 uczestników eliminacji, którymi zostali: Patryk Skoczyński, Emilia Sanecka, Julia i Wiktoria Szlachta, Kasia Dereń, Amelia Andryszczyk, Sargis Davtyan, Maja Hyży, Damian Kulej, Paulina Czapla, Weronika Curyło, Stashka, Saszan, Alicja Szemplińska, Aleksandra Nykiel, Marek Kaliszuk, Nick Sinckler, Basia Gąsienica Giewont, Albert Černý, Norbert Legieć, Marzena Ryt i Adrian Makar. Kandydaci zostali podzieleni na trzy odcinki eliminacyjne, a jurorzy – Cleo, Michał Szpak i Gromee – w każdym z nich wyłonili po jednym z finalistów. Finalistami zostali Dereń, Szemplińska i Černý, którzy 23 lutego wykonali w odcinku finałowym po dwie piosenki – cover wybranego przeboju z Konkursu Piosenki Eurowizji i autorską propozycję eurowizyjną. Pierwsze miejsce w głosowaniu telewidzów i komisji jurorskiej (w składzie: Grzegorz Urban, Konrad Smuga, Anna Cyzowska–Andura) zajęła Alicja Szemplińska z utworem „Empires”. 18 marca poinformowano o odwołaniu konkursu z powodu pandemii COVID-19.
12 marca 2021 w programie Pytanie na śniadanie poinformowano, że na 65. Konkurs Piosenki Eurowizji pojedzie Rafał Brzozowski z piosenką „The Ride”. Wybór TVP spotkał się z wieloma krytycznymi reakcjami internautów i krajowych mediów oraz ekspertów muzycznych. Przed konkursem piosenka Polski typowana była do zajęcia jednego z ostatnich miejsc w stawce. Kilka dni przed półfinałem z udziałem Polski zdiagnozowano koronawirusa wśród członków delegacji, dlatego występ Brzozowskiego w półfinale nie był pewny, a delegacja nie uczestniczyła w uroczystej ceremonii otwarcia Eurowizji. Kilka dni później reprezentant został dopuszczony do występu w półfinale. 20 maja wystąpił podczas drugiego koncertu półfinałowego i zdobył 35 pkt, w tym 18 pkt od jurorów (14. miejsce) i 17 pkt od widzów (13. miejsce), co przełożyło się na 14. miejsce i brak awansu do finału. Na scenie reprezentantowi towarzyszył chórzysta Paweł Skiba oraz tancerze: Daniel Borzewski, Bartosz Kołecki, Miłosz Kuterasiński i Maciej Miśkiewicz.Półfinałowy występ Polski na antenie TVP obejrzało 2,97 mln telewidzów.

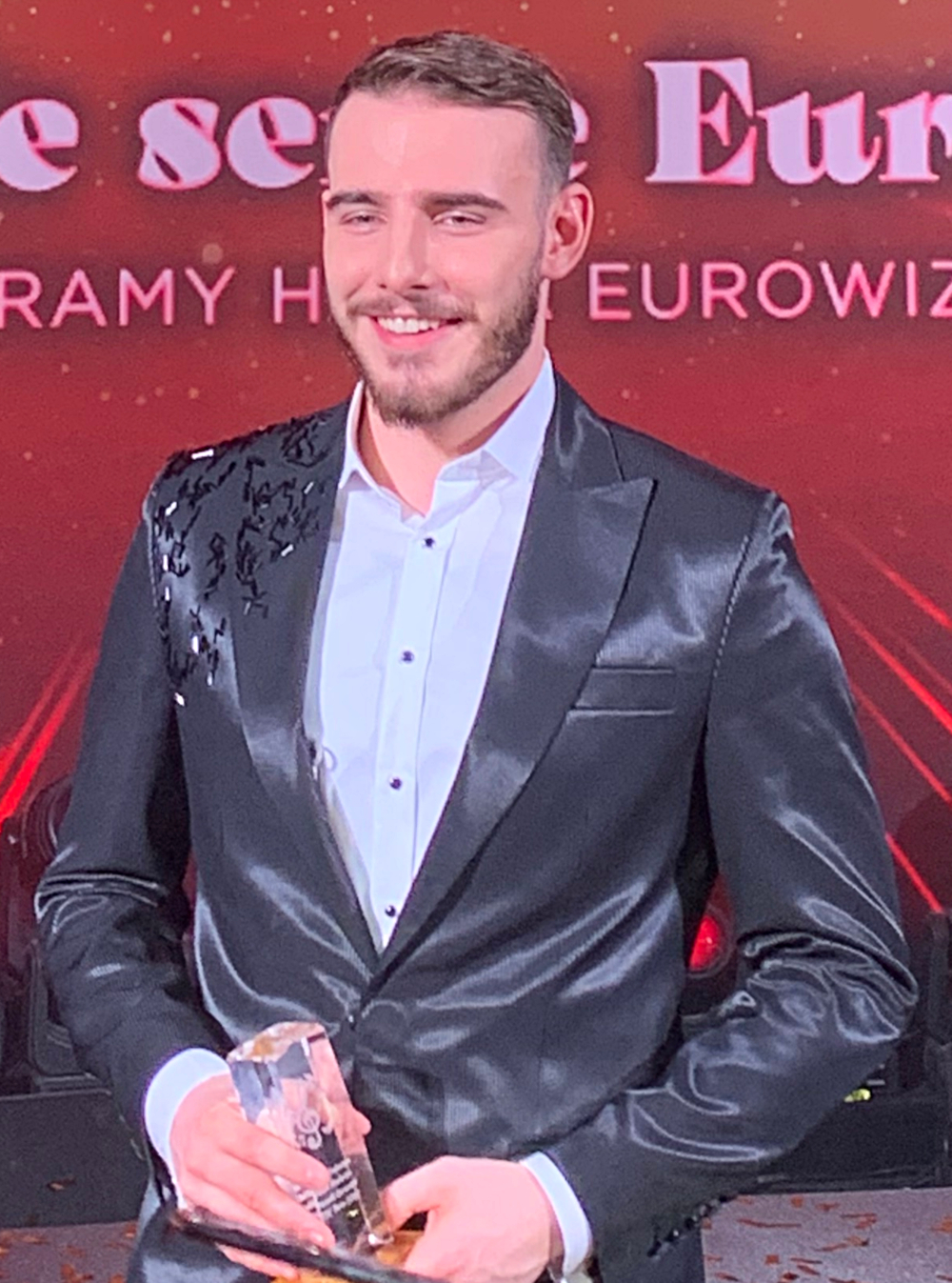
Ochman po zwycięstwie w krajowych eliminacjach do 66. Konkursu Piosenki Eurowizji, luty 2022

20 września 2021 TVP ogłosiła wewnętrzny wybór reprezentanta i rozpoczęła nabór propozycji. Zgłoszenia do konkursu przyjmowane były do 20 listopada. 28 grudnia TVP ogłosiła, że nazwisko reprezentanta i piosenka zostaną ogłoszone 15 stycznia 2022. 13 stycznia w mediach pojawiły się jednak informacje o zorganizowaniu krajowych eliminacji, co TVP potwierdziła dzień później w porannym programie Pytanie na śniadanie, podając także listę 10 finalistów, którymi zostali: Ania Byrcyn (z utworem „Dokąd?”), Daria („Paranoia”), Mila („All I Need”), Karolina Lizer („Czysta woda”), Karolina Stanisławczyk & Chika Toro („Move”), Kuba Szmajkowski („Lovesick”), Lidia Kopania („Why Does It Hurt”), Krystian Ochman („River”), Siostry Szlachta („Drogowskazy”) i Unmute („Głośniej niż decybele”). Eliminacje pod nazwą Tu bije serce Europy! Wybieramy hit na Eurowizję! odbyły się 19 lutego 2022. Zwycięstwo w głosowaniu widzów, a zarazem łączne (po policzeniu średniej głosów widzów i jurorów) odniósł Krystian Ochman z utworem „River”. Tuż po premierze piosenki Polska znalazła się na pierwszym miejscu typowań bukmacherskich do wygrania Eurowizji, przed koncertem półfinałowym Polska pozostawała w gronie faworytów do zwycięstwa. 3 maja reprezentant rozpoczął w Turynie próby kamerowe do konkursu, a także wziął udział w uroczystej ceremonii otwarcia Eurowizji 2022. 12 maja wystąpił w drugim półfinale konkursu i z szóstego miejsca zakwalifikował się do finału, który został rozegrany 14 maja. Zajął w nim 12. miejsce po zdobyciu 151 punktów, w tym 105 pkt od telewidzów (9. miejsce) i 46 pkt od jurorów (14. miejsce).

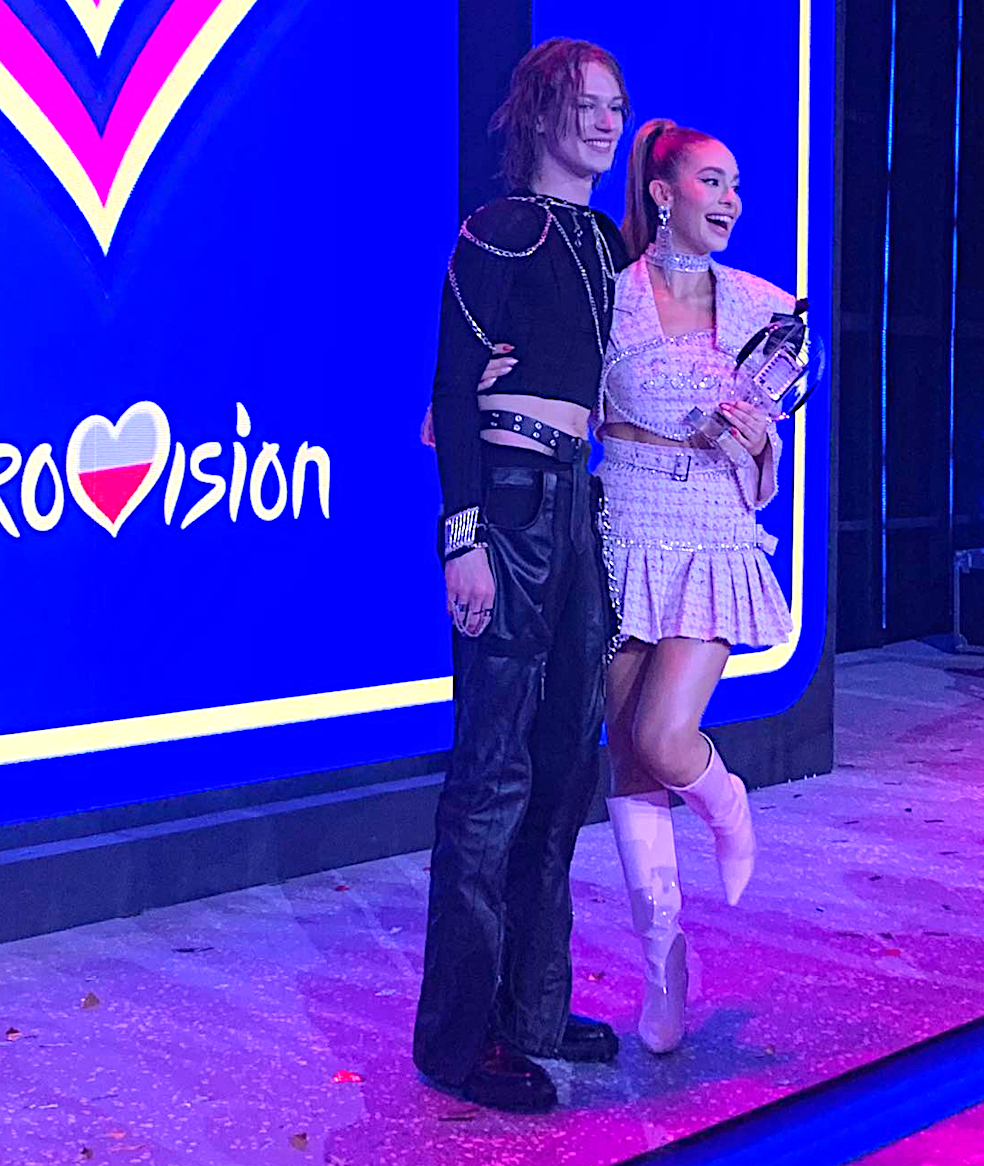
Od prawej strony Blanka, zwyciężczyni polskich eliminacji do 67. Konkursu Piosenki Eurowizji (2023)

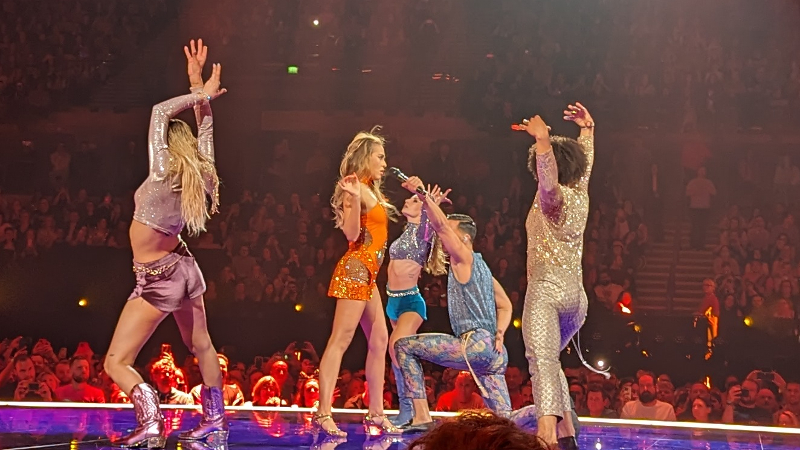
Blanka podczas 67. Konkursu Piosenki Eurowizji (2023)

19 września 2022 TVP poinformowała, że reprezentant kraju zostanie wyłoniony za pośrednictwem krajowych eliminacji i rozpoczęła nabór propozycji. Zgłoszenia do konkursu miały być przyjmowane początkowo do 15 stycznia 2023 roku, a 12 stycznia poinformowano o przedłużeniu terminu do 10 lutego 2023. Oficjalna liczba uczestników została ujawniona 15 lutego 2023 roku w porannym programie Pytanie na śniadanie, a podczas preselekcji 26 lutego wystąpili: Ahlena (z utworem „Booty”), Alicja Szemplińska („New Home”), Blanka („Solo”), Dominik Dudek („Be good”), Felivers („Never Back Down”), Jann („Gladiator”), Kuba Szmajkowski („You Do Me”), Maja Hyży („Never Hide”), Natasza („Lift U Up”) i Yan Majewski („Champion”). Preselekcje wygrała Blanka z utworem „Solo”, zdobyła ona pierwsze miejsce w głosowaniu jurorów i drugie miejsce w głosowaniu telewidzów. Wybór spotkał się z krytycznym odbiorem wśród fanów i dziennikarzy, nie tylko polskich i zagranicznych. Wątpliwości dotyczące uczciwego przebiegu preselekcji zostały wyrażone przez wiele różnych organizacji i sympatyków Konkursu Piosenki Eurowizji. TVP w wydanym 9 marca oświadczeniu stwierdziła, że podczas finału konkursu „zastosowała się do zasad głosowania zgodnie z regulaminem” i wyjaśniła, że nad przebiegiem głosowania „czuwał obecny podczas finału notariusz”. 11 maja Blanka wystąpiła w drugim półfinale konkursu i z trzeciego miejsca zakwalifikowała się do finału, który został rozegrany 13 maja. Zajęła w nim 19. miejsce po zdobyciu 93 punktów, w tym 81 pkt od telewidzów (8. miejsce) i 12 pkt od jurorów (24. miejsce). 10 lipca 2023 Stowarzyszenie OGAE Polska zaskarżyło do Wojewódzkiego Sądu Administracyjnego decyzję TVP w sprawie odmowy ujawnienia informacji publicznej dotyczącej szczegółów głosowania jurorów i telewidzów w finale krajowych eliminacji do Eurowizji, a 6 grudnia 2024 opublikowało pełne wyniki głosowania telewidzów w finale programu, które TVP udostępniła mu na mocy wyroku WSA.

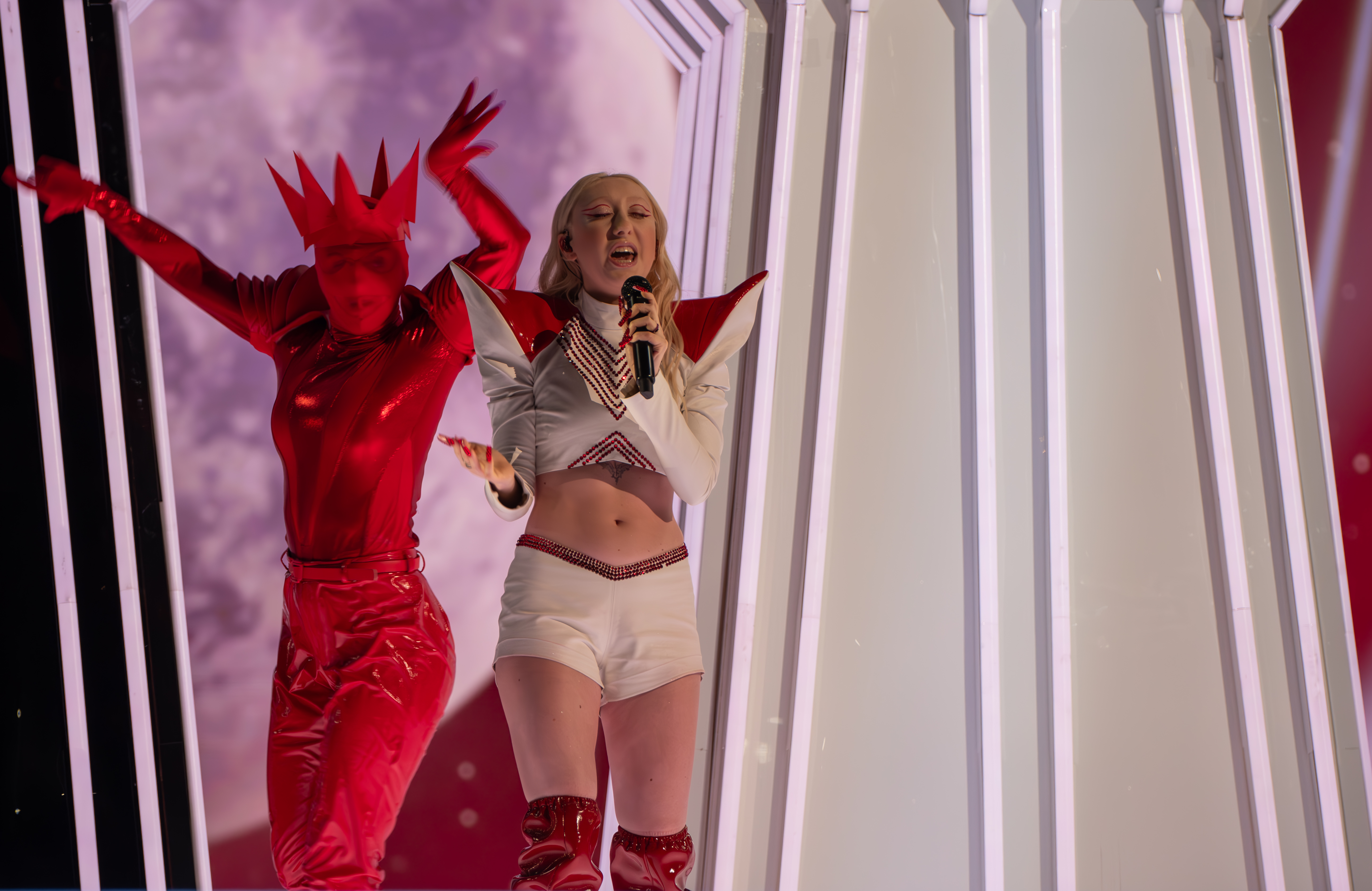
Luna podczas 68. Konkursu Piosenki Eurowizji (2024)

8 lipca 2023 dziennikarka Aleksandra Grysz w porannym programie Pytanie na śniadanie powiedziała, że będzie trzymać kciuki za polskiego reprezentanta podczas konkursu w 2024 roku. Do oficjalnego potwierdzenia udziału w 68. Konkursie Piosenki Eurowizji doszło dopiero 20 września 2023. Zaraz po oficjalnym potwierdzeniu udziału polskie portale eurowizyjne zaczęły informować, że TVP ma zrezygnować z polskich preselekcji publicznych i wybrać reprezentanta wewnętrznie. 9 stycznia 2024 TVP potwierdziła plotki, że reprezentant zostanie wybrany poprzez preselekcje wewnętrzne i rozpoczęła nabór propozycji, a zgłoszenia były przyjmowane do 2 lutego. Do wewnętrznych selekcji zgłosili się m.in. Justyna Steczkowska (z utworem „Witch-er Tarohoro”), Luna („The Tower”), L.U.C., Dagadana i Kayah („Jesień – tańcuj”), Edyta Górniak („I Remember”), Bryska („Obca (Outcast)”), Krystyna Prońko („Tempus Fugit”), Marcin Maciejczak („Midnight Dreamer”), Anna Jurksztowicz i Chris Schittulli („Varsovie”), Maciej Musiałowski („Daj mi jakiś znak”), Natasza Urbańska („Who We Are”), Komodo i Howard Dee („September Rain”), Sara Chmiel („Dokąd”), Madox („Echo”), Stashka („Nie sny”), Izabela Zabielska („Nowhere to Go”) i Pan Savyan („W kolorku amaretto”). 19 lutego w porannym programie TVP2 Pytanie na śniadanie ogłoszono, że na reprezentantkę kraju została wybrana Luna z utworem „The Tower”, a w skład komisji jurorskiej oceniającej weszli: Łukasz Pieter (dyrektor Muzyczny Radia ZET); Michał Hanczak (dziennikarz muzyczny Radia Eska); Kasia Moś (piosenkarka); Konrad Szczęsny (dziennikarz serwisu viva.pl i prezes Stowarzyszenia Miłośników Konkursu Piosenki Eurowizji OGAE Polska) i Piotr Klatt (dziennikarz muzyczny związany z Radiem Dla Ciebie i producent programów muzycznych, zastępca dyr. Agencji Kreacji Rozrywki i Oprawy TVP). Każdy z jurorów oceniających konkursowe utwory przyznawał im punkty w skali 1-10, a zdobywca największej liczby punktów został ogłoszony zwycięzcą eliminacji; zwycięski utwór „The Tower” uzyskał 34 pkt, drugie miejsce z 33 pkt. zajęła piosenka „Witch-er Tarohoro”, a trzecie miejsce ex aequo – „Jesień – tańcuj” i „Midnight Dreamer” (po 23 pkt). 21 lutego TVP opublikowała listę uwzględniającą wszystkich artystów, którzy otrzymali punkty od jury, a następnie szczegółowe wyniki głosowania jurorów. 7 maja 2024 Luna wystąpiła jako szósta w pierwszym półfinale konkursu i zajęła w nim 12. miejsce, tym samym nie kwalifikując się do finału.

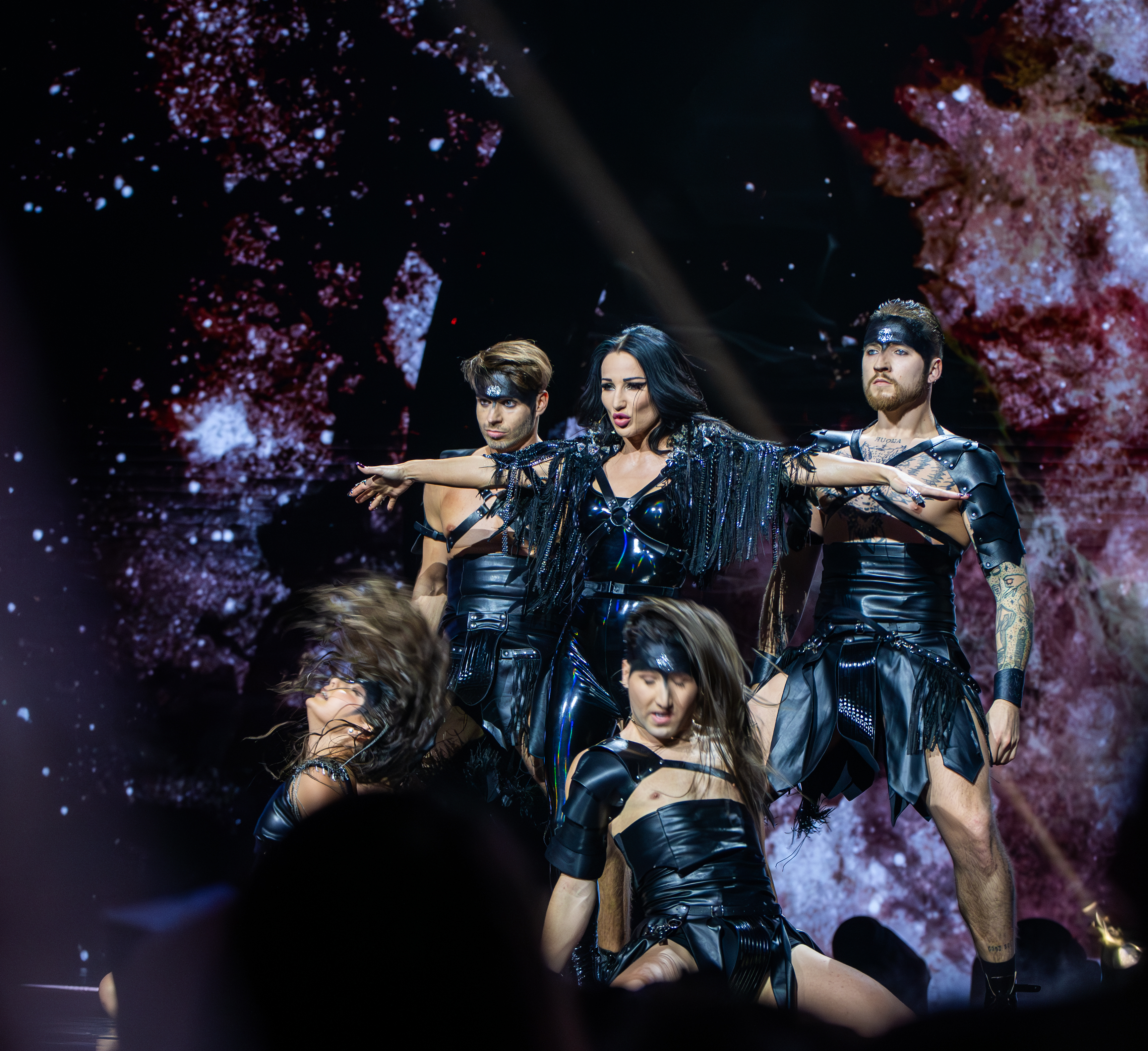
Justyna Steczkowska podczas polskich eliminacji do 69. Konkursu Piosenki Eurowizji, luty 2025

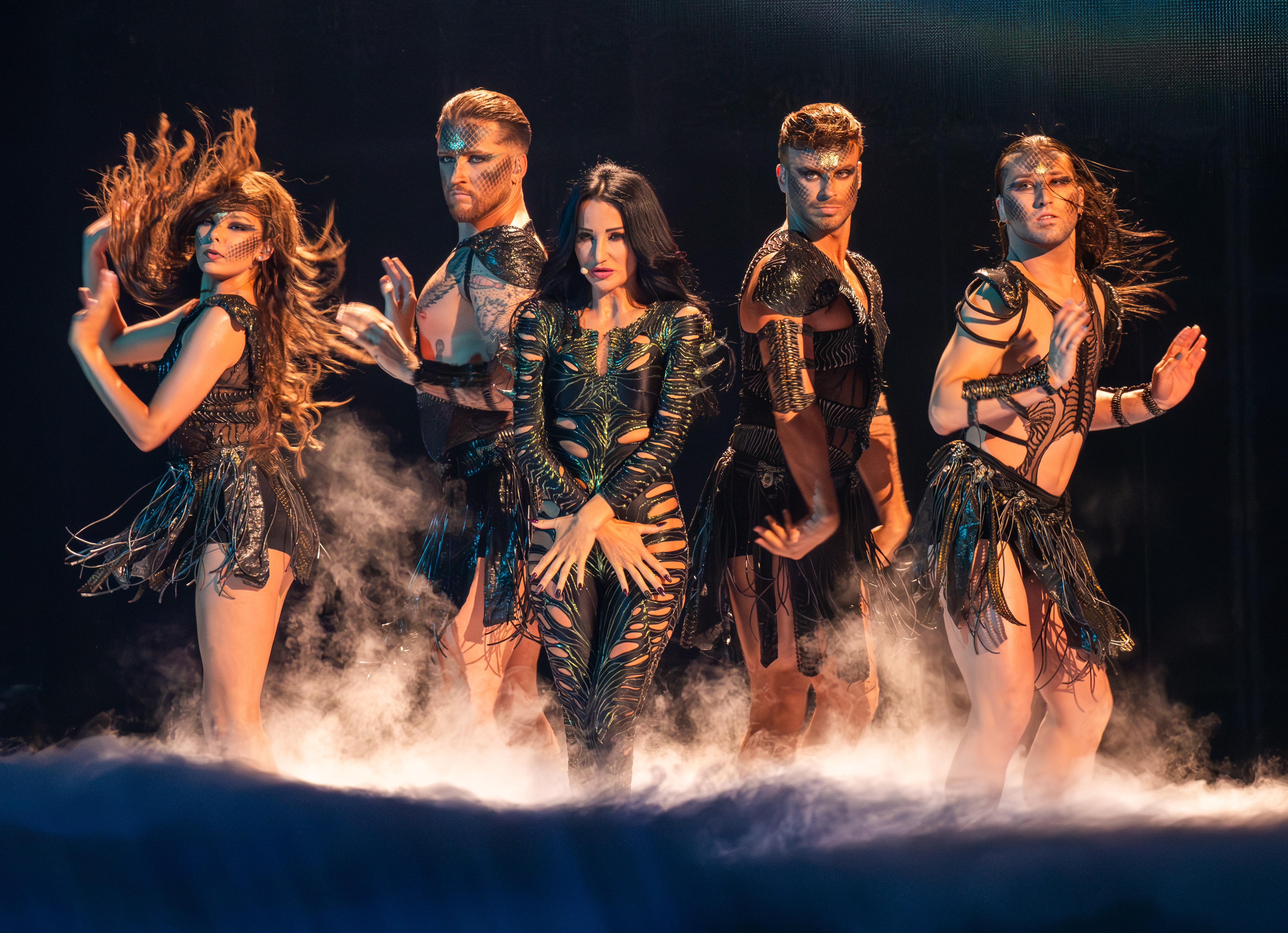
Justyna Steczkowska podczas 69. Konkursu Piosenki Eurowizji (2025)

3 września 2024 Telewizja Polska zdementowała plotki mówiące o reprezentowaniu Polski przez amerykańską piosenkarkę JoJo Siwę, stwierdzając że nie prowadzi obecnie jakichkolwiek rozmów z zainteresowanymi artystami. Jednocześnie TVP poinformowała, że decyzja w sprawie udziału w konkursie w 2025 jeszcze nie zapadła, a gdy tylko tak się stanie, to od razu zostanie to ogłoszone. 8 listopada portal Wirtualnemedia.pl doniósł, że TVP wyśle reprezentanta na 69. Konkurs Piosenki Eurowizji w Bazylei. Tego samego dnia telewizja publiczna rozpoczęła proces przyjmowania zgłoszeń i potwierdziła, że reprezentant Polski zostanie wyłoniony w koncercie finałowym, w których zwycięzcę wyłonią telewidzowie. Powołana przez TVP komisja jurorska (w składzie: Tycjana Acquasanta, Anna Ceynowa, Grzegorz Frątczak, Maciej Kancerek, Paweł Karpiński, Piotr Klatt, Kamil Kozbuch, Karol Paciorek, Barbara Popiołek, Paulina Sawicka, Konrad Szczęsny i Marcin Wojciechowski) spośród ponad 220 zgłoszeń wyłoniła 25 wykonawców do etapu przesłuchań na żywo, które zostały przeprowadzone 19 grudnia 2024. 14 stycznia 2025 podczas konferencji prasowej TVP ogłosiła listę 10 finalistów krajowych eliminacji, którymi zostali: Chrust (z utworem „Tempo”), Daria Marx („Let It Burn”), Dominik Dudek („Hold the Light”), Janusz Radek („In Cosmic Mist”), Marien („Can’t Hide”), Sonia Maselik („Rumours”), Justyna Steczkowska („Gaja”), Swada i Niczos („Lusterka”), Kuba Szmajkowski („Pray”) i Tynsky („Miracle”). 3 lutego TVP ogłosiła, że tzw. kartę uczestnictwa otrzymał Teo (z utworem „Immortal”). Koncert o nazwie Wielki Finał Polskich Kwalifikacji do Konkursu Piosenki Eurowizji 2025 został rozegrany 14 lutego 2025, a jego zwyciężczynią i tym samym, reprezentantką Polski została Justyna Steczkowska z utworem „Gaja”. Przy okazji swojego zwycięstwa w preselekcjach zapisała się w historii Konkursu Piosenki Eurowizji, ustanawiając rekord pod kątem długości przerwy między uczestnictwem w różnych jego edycjach – wynosi on 30 lat z dokładnością co do dnia (od 13 maja 1995 do 13 maja 2025). 13 maja 2025 wystąpiła jako druga w pierwszym półfinale konkursu i awansowała do finału. Podczas finału piosenka została zaprezentowana jako 15 z kolei, otrzymała 17 punktów od jury i 139 punktów od widzów, ostatecznie z liczbą 156 punktów, singel znalazł się na 14. miejscu. Na wszystkich występach towarzyszyło jej czworo tancerzy: Milena Zdzuj, Krzysztof Jagodziński, Piotr Musiałkowski i Kuba Walica, który odpowiadał za choreografię występu.

## Uczestnictwo
Polska uczestniczy w konkursie od 1994. Poniższa tabela uwzględnia nazwiska wszystkich polskich reprezentantów, tytuły konkursowych utworów oraz wyniki osiągnięte w poszczególnych latach.
| Rok  | Wykonawca                  | Piosenka                         | Język                                                      | Finał              | Finał              | Półfinał                | Półfinał                |
| Rok  | Wykonawca                  | Piosenka                         | Język                                                      | Miejsce            | Punkty             | Miejsce                 | Punkty                  |
| ---- | -------------------------- | -------------------------------- | ---------------------------------------------------------- | ------------------ | ------------------ | ----------------------- | ----------------------- |
| 1994 | Edyta Górniak              | „To nie ja!”                     | polski                                                     | 2                  | 166                | Brak rundy półfinałowej | Brak rundy półfinałowej |
| 1995 | Justyna Steczkowska        | „Sama”                           | polski                                                     | 18                 | 15                 | Brak rundy półfinałowej | Brak rundy półfinałowej |
| 1996 | Kasia Kowalska             | „Chcę znać swój grzech...”       | polski                                                     | 15                 | 31                 | 15                      | 42                      |
| 1997 | Anna Maria Jopek           | „Ale jestem”                     | polski                                                     | 11                 | 54                 | Brak rundy półfinałowej | Brak rundy półfinałowej |
| 1998 | Sixteen                    | „To takie proste”                | polski                                                     | 17                 | 19                 | Brak rundy półfinałowej | Brak rundy półfinałowej |
| 1999 | Mietek Szcześniak          | „Przytul mnie mocno”             | polski                                                     | 18                 | 17                 | Brak rundy półfinałowej | Brak rundy półfinałowej |
| 2000 | Brak reprezentanta         | Brak reprezentanta               | Brak reprezentanta                                         | Brak reprezentanta | Brak reprezentanta | Brak rundy półfinałowej | Brak rundy półfinałowej |
| 2001 | Andrzej Piaseczny          | „2 Long”                         | angielski                                                  | 20                 | 11                 | Brak rundy półfinałowej | Brak rundy półfinałowej |
| 2002 | Brak reprezentanta         | Brak reprezentanta               | Brak reprezentanta                                         | Brak reprezentanta | Brak reprezentanta | Brak rundy półfinałowej | Brak rundy półfinałowej |
| 2003 | Ich Troje                  | „Keine Grenzen – Żadnych granic” | polski, niemiecki, rosyjski                                | 7                  | 90                 | Brak rundy półfinałowej | Brak rundy półfinałowej |
| 2004 | Blue Café                  | „Love Song”                      | angielski, hiszpański                                      | 17                 | 27                 | Top 11                  | Top 11                  |
| 2005 | Ivan i Delfin              | „Czarna dziewczyna”              | polski, rosyjski, ukraiński                                | –                  | –                  | 11                      | 81                      |
| 2006 | Ich Troje feat. Real McCoy | „Follow My Heart”                | polski, angielski, niemiecki, rosyjski, hiszpański, migowy | –                  | –                  | 11                      | 70                      |
| 2007 | The Jet Set                | „Time to Party”                  | angielski                                                  | –                  | –                  | 14                      | 75                      |
| 2008 | Isis Gee                   | „For Life”                       | angielski                                                  | 24                 | 14                 | 10                      | 42                      |
| 2009 | Lidia Kopania              | „I Don’t Wanna Leave”            | angielski                                                  | –                  | –                  | 12                      | 43                      |
| 2010 | Marcin Mroziński           | „Legenda”                        | polski, angielski                                          | –                  | –                  | 13                      | 44                      |
| 2011 | Magdalena Tul              | „Jestem”                         | polski                                                     | –                  | –                  | 19                      | 18                      |
| 2012 | Brak reprezentanta         | Brak reprezentanta               | Brak reprezentanta                                         | Brak reprezentanta | Brak reprezentanta | Brak reprezentanta      | Brak reprezentanta      |
| 2013 | Brak reprezentanta         | Brak reprezentanta               | Brak reprezentanta                                         | Brak reprezentanta | Brak reprezentanta | Brak reprezentanta      | Brak reprezentanta      |
| 2014 | Donatan i Cleo             | „My Słowianie – We Are Slavic”   | polski, angielski                                          | 14                 | 62                 | 8                       | 70                      |
| 2015 | Monika Kuszyńska           | „In the Name of Love”            | angielski                                                  | 23                 | 10                 | 8                       | 57                      |
| 2016 | Michał Szpak               | „Color of Your Life”             | angielski                                                  | 8                  | 229                | 6                       | 151                     |
| 2017 | Kasia Moś                  | „Flashlight”                     | angielski                                                  | 22                 | 64                 | 9                       | 119                     |
| 2018 | Gromee feat. Lukas Meijer  | „Light Me Up”                    | angielski                                                  | –                  | –                  | 14                      | 81                      |
| 2019 | Tulia                      | „Fire of Love (Pali się)”        | polski, angielski                                          | –                  | –                  | 11                      | 120                     |
| 2020 | Alicja Szemplińska         | „Empires”                        | angielski                                                  | Konkurs odwołany   | Konkurs odwołany   | Konkurs odwołany        | Konkurs odwołany        |
| 2021 | Rafał                      | „The Ride”                       | angielski                                                  | –                  | –                  | 14                      | 35                      |
| 2022 | Ochman                     | „River”                          | angielski                                                  | 12                 | 151                | 6                       | 198                     |
| 2023 | Blanka                     | „Solo”                           | angielski                                                  | 19                 | 93                 | 3                       | 124                     |
| 2024 | Luna                       | „The Tower”                      | angielski                                                  | –                  | –                  | 12                      | 35                      |
| 2025 | Justyna Steczkowska        | „Gaja”                           | polski, angielski                                          | 14                 | 156                | 7                       | 85                      |
| 2026 |                            |                                  |                                                            |                    |                    |                         |                         |

## Historia głosowania w finale (1994–2025)
Poniższe tabele pokazują, którym krajom Polska przyznaje w finale najwięcej punktów oraz od których państw polscy reprezentanci otrzymują najwyższe noty.
| Lp. | Kraj       | Punkty |
| --- | ---------- | ------ |
| 1   | Ukraina    | 202    |
| 2   | Szwecja    | 137    |
| 3   | Norwegia   | 96     |
| 4   | Włochy     | 81     |
| 5   | Szwajcaria | 74     |
| 5   | Izrael     | 74     |

| Lp. | Kraj            | Punkty |
| --- | --------------- | ------ |
| 1   | Niemcy          | 89     |
| 2   | Wielka Brytania | 76     |
| 3   | Irlandia        | 67     |
| 4   | Ukraina         | 61     |
| 5   | Francja         | 59     |

## Komentatorzy i sekretarze
Spis poniżej przedstawia wszystkich polskich komentatorów konkursu i krajowych sekretarzy podających punkty w finale.
| Komentatorzy i sekretarze z Polski | Komentatorzy i sekretarze z Polski                               | Komentatorzy i sekretarze z Polski | Komentatorzy i sekretarze z Polski |
| Rok                                | Komentator                                                       | Sekretarz                          | Źródło                             |
| ---------------------------------- | ---------------------------------------------------------------- | ---------------------------------- | ---------------------------------- |
| 1965                               | b.d.                                                             | Brak reprezentanta                 |                                    |
| 1966                               | b.d.                                                             | Brak reprezentanta                 |                                    |
| 1967                               | b.d.                                                             | Brak reprezentanta                 |                                    |
| 1968                               | b.d.                                                             | Brak reprezentanta                 |                                    |
| 1969                               | b.d.                                                             | Brak reprezentanta                 |                                    |
| 1970                               | b.d.                                                             | Brak reprezentanta                 |                                    |
| 1985                               | Bogusław Brelik                                                  | Brak reprezentanta                 | [ 432 ]                            |
| 1986                               | Bogusław Brelik                                                  | Brak reprezentanta                 |                                    |
| 1987                               | Bogusław Brelik                                                  | Brak reprezentanta                 | [ 433 ]                            |
| 1988                               | Bogusław Brelik                                                  | Brak reprezentanta                 |                                    |
| 1989                               | Bogusław Brelik                                                  | Brak reprezentanta                 |                                    |
| 1990                               | Bogusław Brelik                                                  | Brak reprezentanta                 |                                    |
| 1991                               | Ryszard Rembiszewski, Krzysztof Brzeziński i Bohdan Ambroziewicz | Brak reprezentanta                 | [ 435 ]                            |
| 1992                               | Artur Orzech i Maria Szabłowska                                  | Brak reprezentanta                 | [ 436 ]                            |
| 1993                               | Artur Orzech i Maria Szabłowska                                  | Brak reprezentanta                 | [ 437 ]                            |
| 1994                               | Artur Orzech                                                     | Jan Chojnacki                      | [ 438 ]                            |
| 1995                               | Artur Orzech                                                     | Jan Chojnacki                      | [ 439 ]                            |
| 1996                               | Dorota Osman                                                     | Jan Chojnacki                      | [ 440 ]                            |
| 1997                               | Jan Wilkans                                                      | Jan Chojnacki                      | [ 441 ]                            |
| 1998                               | Artur Orzech                                                     | Jan Chojnacki                      | [ 442 ]                            |
| 1999                               | Artur Orzech                                                     | Jan Chojnacki                      | [ 443 ]                            |
| 2000                               | Artur Orzech                                                     | Brak reprezentanta                 | [ 444 ]                            |
| 2001                               | Artur Orzech                                                     | Maciej Orłoś                       |                                    |
| 2002                               | Artur Orzech                                                     | Brak reprezentanta                 |                                    |
| 2003                               | Artur Orzech                                                     | Maciej Orłoś                       | [ 445 ]                            |
| 2004                               | Artur Orzech                                                     | Maciej Orłoś                       |                                    |
| 2005                               | Artur Orzech                                                     | Maciej Orłoś                       |                                    |
| 2006                               | Artur Orzech                                                     | Maciej Orłoś                       |                                    |
| 2007                               | Artur Orzech                                                     | Maciej Orłoś                       |                                    |
| 2008                               | Artur Orzech                                                     | Radosław Brzózka                   |                                    |
| 2009                               | Artur Orzech                                                     | Radosław Brzózka                   |                                    |
| 2010                               | Artur Orzech                                                     | Aleksandra Rosiak                  |                                    |
| 2011                               | Artur Orzech                                                     | Odeta Moro                         | [ 446 ]                            |
| 2014                               | Artur Orzech                                                     | Paulina Chylewska                  | [ 447 ]                            |
| 2015                               | Artur Orzech                                                     | Aleksandra Ciupa                   | [ 448 ]                            |
| 2016                               | Artur Orzech                                                     | Anna Popek                         | [ 449 ]                            |
| 2017                               | Artur Orzech                                                     | Anna Popek                         | [ 450 ]                            |
| 2018                               | Artur Orzech                                                     | Mateusz Szymkowiak                 |                                    |
| 2019                               | Artur Orzech                                                     | Mateusz Szymkowiak                 |                                    |
| 2020                               | Konkurs odwołany                                                 | Konkurs odwołany                   | Konkurs odwołany                   |
| 2021                               | Marek Sierocki i Aleksander Sikora                               | Ida Nowakowska                     | [ 451 ] [ 452 ]                    |
| 2022                               | Marek Sierocki i Aleksander Sikora                               | Ida Nowakowska                     | [ 453 ]                            |
| 2023                               | Marek Sierocki i Aleksander Sikora                               | Ida Nowakowska                     | [ 454 ]                            |
| 2024                               | Artur Orzech                                                     | Viki Gabor                         | [ 455 ]                            |
| 2025                               | Artur Orzech                                                     | Aleksandra Budka                   | [ 456 ]                            |